# يغور
اليَغْوَر أو النمر الأمريكي، والمعروف أيضًا باسمه اللاتيني والجرماني: الجغور (نقحرة: جگور أو جاگوار)؛ هو أحد السنوريات الكبرى المنتمية لجنس النمور، والممثل الوحيد لهذا الجنس في الأمريكيتين. يُعتبر اليغور ثالث أكبر السنوريات بعد الببر والأسد، وهو أضخمها في نصف الكرة الأرضية الغربي. يمتد موطن اليغور حاليًا من المكسيك عبر معظم أنحاء أمريكا الوسطى وصولاً حتى الباراغواي وشمال الأرجنتين، وكان موطنه في السابق يشمل جزءًا كبيرًا من جنوب وغرب الولايات المتحدة الأمريكية، أما الآن فقد تمت إبادته في جميع هذه الأنحاء عدا جزء صغير من ولاية أريزونا، حيث لا تزال هناك جمهرة صغيرة باقية بحسب الظاهر.
يتشابه اليغور والنمر بشكل كبير في مظهرهما الخارجي، ويُمكن للمرء غير المختص أن يُخطئ بسهولة بينهما، إلا أن اليغور أكبر حجمًا وأكثر امتلاءً وأقل رشاقةً من النمر، ورقطه ورديّة الشكل تحوي نقطًا مركزية على العكس من ورديات النمر، كما أن موائله المفضلة أقرب إلى موائل الببور من النمور. يمكن العثور على اليغور في ضروب متنوعة من الموائل الطبيعية، التي تتراوح من السهول المفتوحة والسڤانا إلى الغابات، إلا أن غابات الأمطار الكثيفة تبقى مسكنه المفضل، خاصة قرب المياه، كونه أكثر السنوريات ولعًا بالنزول إلى الماء، إلى جانب الببور. يُعد اليغور حيوانًا انعزاليًا ومفترسًا انتهازيًا يصطاد عن طريق إنشاء الكمائن ما تيسّر له من الطرائد بغض النظر عن نوعها أو حجمها، وهو مفترس رئيسي وكائن عمادي في بيئته، أي أنه كائن يلعب دورًا رئيسيًا في إبقاء النظام البيئي متوازنًا في موطنه، وذلك عبر تحكمه بأعداد الطرائد المختلفة والمفترسات الدونيّة الأخرى. يُعرف عن اليغور عضته الفائقة بالمقارنة مع باقي أنواع السنوريات الكبرى، حيث يتفوق عليها جميعًا في هذا المجال، الأمر الذي يُمكنه من افتراس الزواحف ذات الجلود الأكثر قساوةً بما فيها السلاحف وبعض التمساحيات، ولليغور أسلوب قتل يُميزه عن باقي السنوريات، فهو دائمًا ما يعض رأس الطريدة بين أذنيها، ليثقب جمجمتها ودماغها مما يتسبب بنفوقها على الفور.
يُصنّف الاتحاد العالمي للحفاظ على الطبيعة اليغور على أنه من ضمن الأنواع القريبة من خطر الانقراض، بما أن أعداده تتراجع بعض الشيء لأسباب عديدة منها خسارة الموائل وتجزئتها، الصيد على يد البشر، وبشكل خاص المزارعين في أمريكا الجنوبية، الذين يخسرون بضعة رؤوس من الماشية لصالح اليغور بين الحين والآخر. تحظى اليغاور بحماية قانونية دولية، حيث أنها ترد في قائمة الحيوانات التي تُحظر التجارة الدولية بها وبأعضائها وفق اتفاقية حظر الإتجار بالأنواع المهددة. يُعتبر موطن اليغور من أكبر مواطن السنوريات الكبرى على الرغم من تراجع أعداده، ونظرًا لاتساع رقعة الانتشار هذه، فقد ظهرت هذه الحيوانات في فن وميثولوجيا العديد من الشعوب الأمريكية الأصلية التي تشاطرت وإياها نفس الرقعة الجغرافية، بما فيها شعبيّ المايا والأزتيك.

## التسمية
يُشتق اسم «يغور» باللغة العربية من الاسم التوپيي الگواراني للحيوان "jaguar"، حيث أن حرف «J» يُلفظ «Y» بالعديد من اللغات، ويُقابله حرف الياء بالعربية. وفي بعض الأحيان يُلفظ الاسم كما في اللغة الإنگليزية، أي «جغور» أو «جاگوار» (تلفظ ‎[ˈdʒæɡwɑr أو ˈdʒæɡju:.ər]‏)، وهذا اللفظ مشتق بدوره من اللفظ التوپيي الگواراني، وهي إحدى لغات التواصل التي استخدمها الأمريكيين الأصليين والأوروبيين لتسهيل التعامل فيما بينهم، ووصل الإنگليزية عن طريق البرتغالية. يقول الخبراء اللغويون أن كلمة «جاجوار» التوپيوية التي اشتق منها اسم هذه الحيوانات يُمكن ترجمتها «كلب» في بعض الأحيان، وأنها تُستخدم للإشارة إلى أي حيوان لاحم، أما التسمية الفعلية للحيوان والتي استخدمها الأمريكيون الأصليون فهي «يگوريتيه»، وأن لاحقة يتيه-eté تعني «حقيقي» أو «فعلي».
يُطلق على هذه الحيوانات أسماء إسبانية عديدة تختلف باختلاف المناطق التي تقطنها، مثل «الببر» (بالإسبانية: El tigre) و«الببر الأمريكي» (بالإسبانية: Tigre americano)، وكان قوم النهواتل في المكسيك يُطلقون عليه اسم «الإسلوتل»، وهو ذات الاسم الذي أطلقوه على الإسلوت، وهو نوع من السنوريات الأمريكية الصغيرة. كذلك أطلق المايا على هذه الحيوانات اسم «بالام»، وأطلقت عليه القبائل الماپوشية اسم «ناهويل»، وكان هناك تسميات أخرى استخدمتها العديد من القبائل المختلفة.
كان اليغور أحد أنواع السنوريات العديدة التي أعطاها عالم الحيوان السويدي كارولوس لينيوس اسم الجنس Felis في بادئ الأمر (Felis onca) في مؤلفه من القرن الثامن عشر «النظام البيئي» (باللاتينية: Systema Naturae) قبل أن تُصنّف بدقة أكثر وتُعطى اسم جنس النمور «Panthera - πάνθηρ - پانثيرا». يُفترض بأن اسم الجنس الحالي لليغور يُشتق من اليونانية «بان - παν» (بمعنى جميع) و«ثير - θήρ» (بمعنى وحش)، إلا أن هذا قد لا يكون سوى اعتقاد سائد لدى العامّة وليس له أي برهان قاطع. والاحتمال الأقوى لأصل كلمة Panthera هو أنها ذات جذور شرق آسيوية، بمعنى «الحيوان المصفر» أو «الضارب إلى الصفار». تُشتق كلمة أونكا - Onca من كلمة onça البرتغالية، وهي بدورها مشتقة من كلمة lyncea اللاتينية بمعنى «وشق».

## تصنيف النوع وتطوره
|  | Neofelis nebulosa - النمر الملطخ   |
|  |                                    |
|  | Neofelis diardi - نمر سوندا الملطخ |
|  |                                    |

|  | Panthera tigris - الببر  |
|  |                          |
|  | Uncia uncia - نمر الثلوج |
|  |                          |

|  | Panthera leo - الأسد    |
|  |                         |
|  | Panthera onca - اليغور  |
|  |                         |
|  | Panthera pardus - النمر |
|  |                         |

|  | Panthera tigris - الببر  |
|  |                          |
|  | Uncia uncia - نمر الثلوج |
|  |                          |

|  | Panthera leo - الأسد    |
|  |                         |
|  | Panthera onca - اليغور  |
|  |                         |
|  | Panthera pardus - النمر |
|  |                         |

|  | Neofelis nebulosa - النمر الملطخ   |
|  |                                    |
|  | Neofelis diardi - نمر سوندا الملطخ |
|  |                                    |

|  | Panthera tigris - الببر  |
|  |                          |
|  | Uncia uncia - نمر الثلوج |
|  |                          |

|  | Panthera leo - الأسد    |
|  |                         |
|  | Panthera onca - اليغور  |
|  |                         |
|  | Panthera pardus - النمر |
|  |                         |

|  | Panthera tigris - الببر  |
|  |                          |
|  | Uncia uncia - نمر الثلوج |
|  |                          |

|  | Panthera leo - الأسد    |
|  |                         |
|  | Panthera onca - اليغور  |
|  |                         |
|  | Panthera pardus - النمر |
|  |                         |

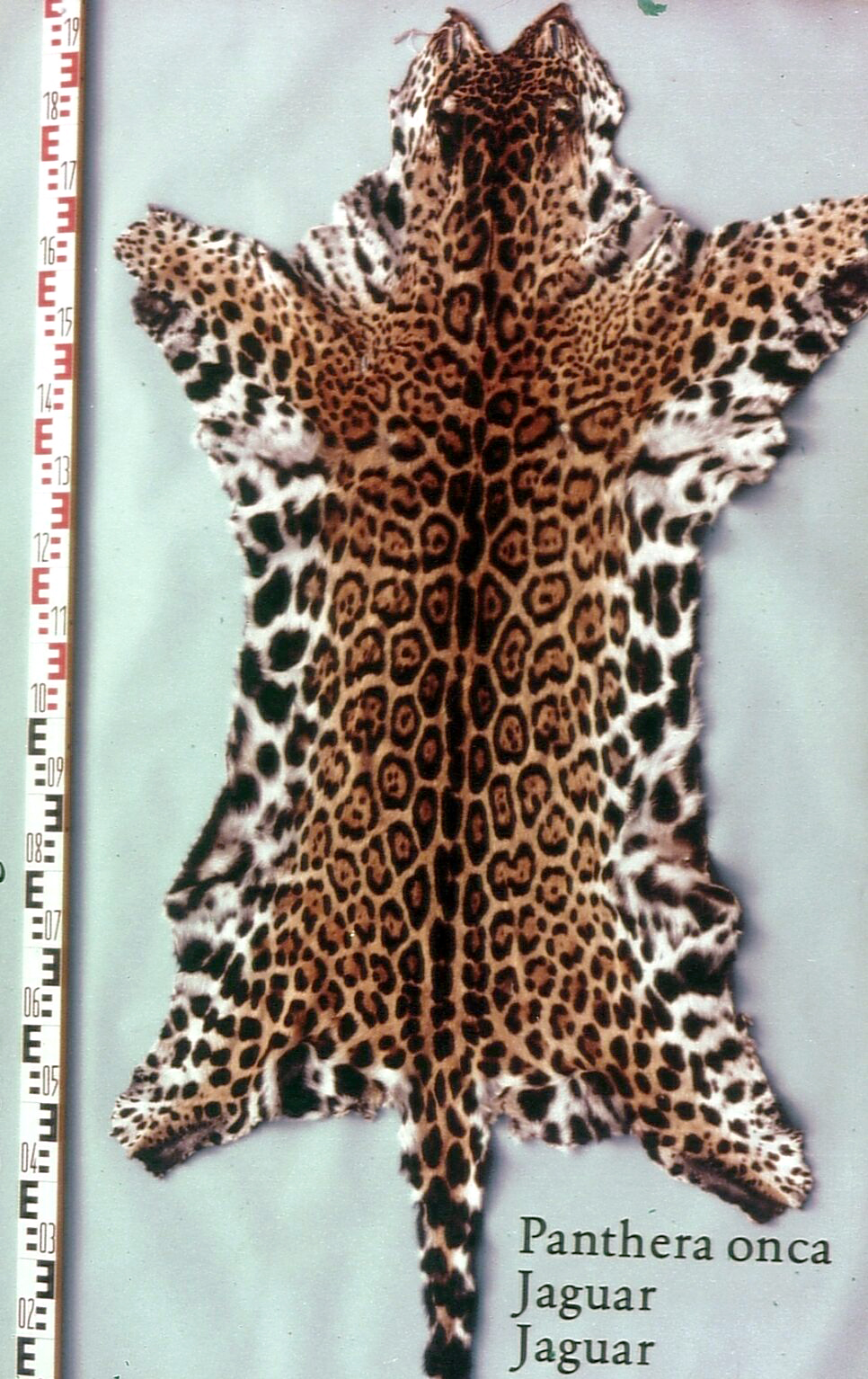
جلد اليغور.

يُعتبر اليغور ممثل جنس النمور الوحيد في العالم الجديد. أظهرت تحاليل الحمض النووي أن كلاً من الأسد الببر النمر واليغور ونمر الثلوج والنمر الملطخ تتشارك في نفس السلف، وأن هذه المجموعة من السنوريات قد نشأت وتطورت خلال الفترة الممتدة بين 6 و 10 ملايين سنة. يفيد سجل المستحثات بأن جنس النمور برز منذ حوالي مليونيّ أو 3.8 ملايين سنة، كذلك اكتشف الباحثون المختصون بعلم النشوء والتطور أن النمر الملطخ (Neofelis nebulosa) ليس سوى نوعٌ قاعدي من هذه المجموعة، أي أنه النوع الأول الذي انشق عن السلف المشترك ومن ثم تفرعت باقي الأنواع. يعتقد بعض العلماء أن النمر إنشق عن السلف المشترك للسنوريات الكبرى في وقت لاحق على انشقاق الببر ونمر الثلوج، وسابق على اليغور والأسد، إلا أن آخرين يخالفون هذا الرأي، لذا فإن المسألة لا تزال موضع جدال بين العلماء. كانت الدراسات القديمة تفترض أن النمر يرتبط بشكل وثيق بالأسد واليغور، وحتى عام 2001 كان يُعتقد بأن هذه الحيوانات انفصلت عن باقي أقرباؤها بالتزامن مع الأسود، وفق تحاليل للمورثات القديمة الخاصة بالإفرازات الكيميائية عند السنوريات.
قال عالم الحيوان البريطاني «ريگنالد إينيس پوكوك» أن النمر أقرب السنوريات إلى اليغور بما أنهما يتشابهان من حيث الهيئة الخارجية بشكل لا يقبل الجدال، إلا أن الأبحاث الحديثة وتحاليل الحمض النووي لا تدعم هذه النظرية، حيث أن الأدلة المتوافرة لا تقدّم دليلاً قاطعًا يدل على نسب هذه الحيوانات بشكل دقيق، وإنما تختلف باختلاف الدراسات. أظهرت مستحثات بعض أنواع السنوريات النمريّة المنقرضة، من شاكلة اليغور الأوروبي (Panthera gombaszoegensis) والأسد الأمريكي (Panthera leo atrox)، أنها ذات خصائص شبيهة بخصائص اليغاور والأسود المعاصرة. تبيّن من خلال تحليل الحمض النووي للمتقدرات الخاص باليغور، أن نسب هذه الحيوانات يرجع لفترة امتدت بين 280,000 و 510,000 سنة، أي أحدث من الفترة التي استنتجها العلماء من خلال المستحثات.

### النويعات
صُنفت نويعات اليغور لأوّل وآخر مرة في سنة 1939 على يد «ريگنالد إينيس پوكوك»، الذي قال بأن لليغور 8 نويعات بناءً على اختلافات في تكوين جماجم الجمهرات المختلفة، إلا أنه أفاد بأن هذا الأمر غير نهائي وأن تصنيفه يحتمل بعض التصويب بما أنه لم تتوافر لديه عينات كافية ليقوم بدراستها كما يجب ويبني استنتاجه النهائي. وفي وقت لاحق قال علماء آخرون أن لليغور 3 نويعات مميزة فقط، وأن باقي النويعات التي قال بها پوكوك ليست سوى جمهرات محلية لها.

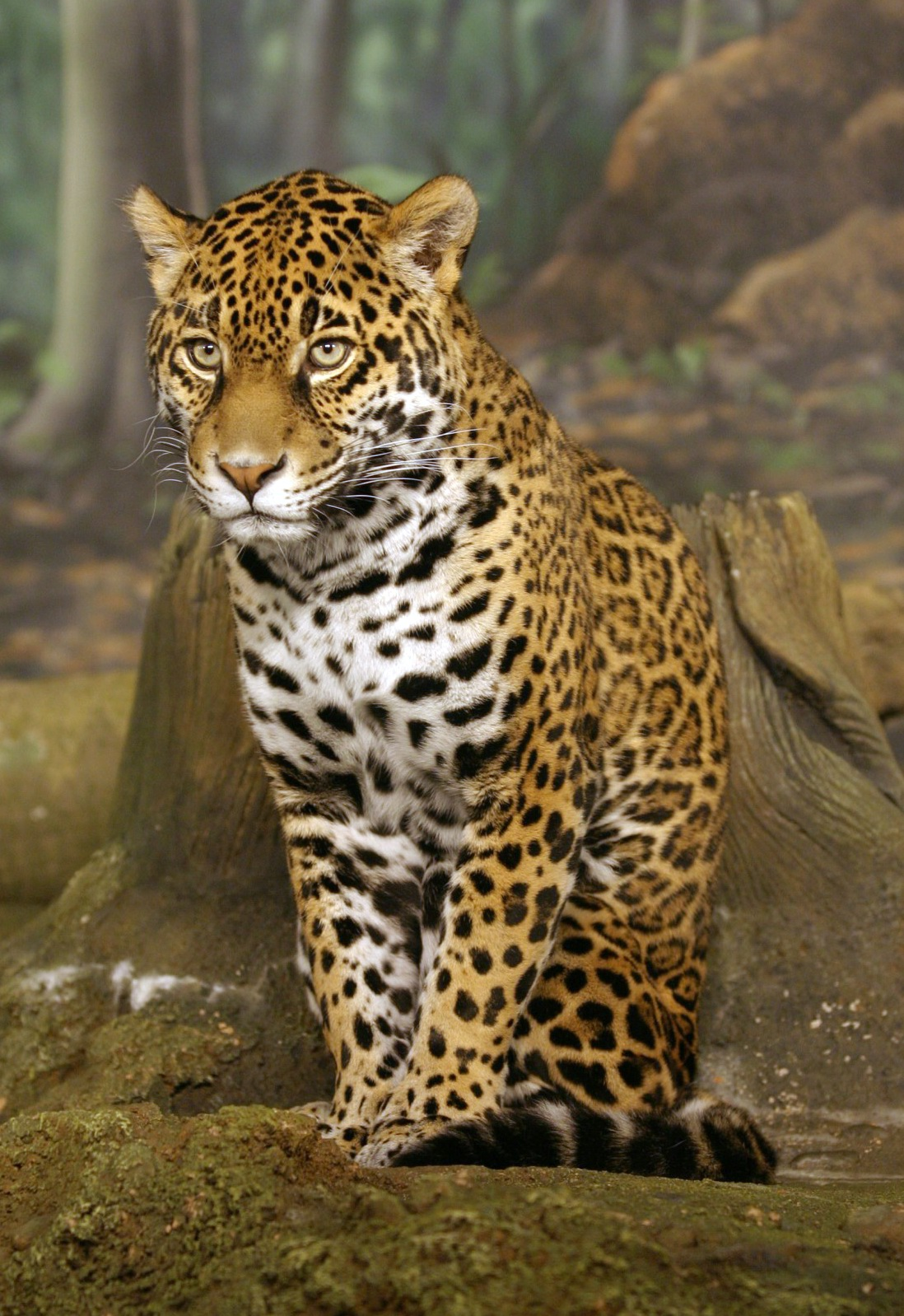
يغور البيرو أو اليغور الپيروڤي.

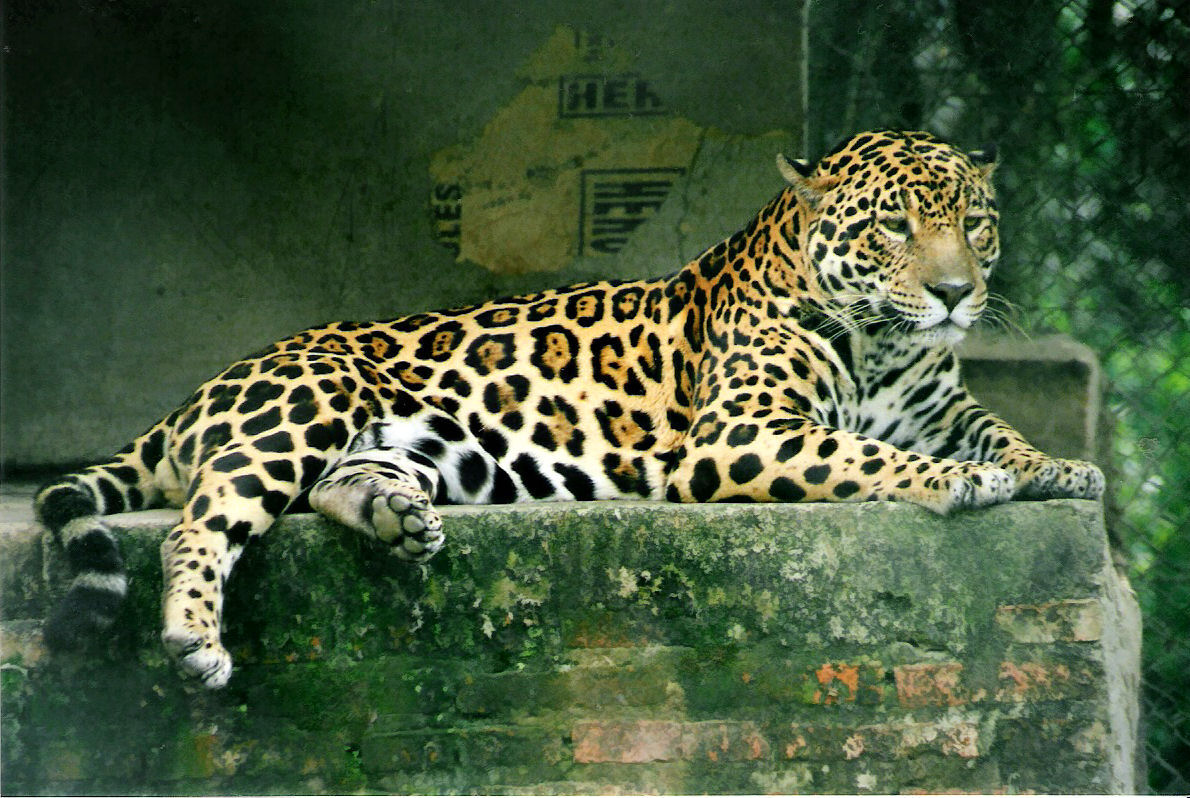
يغور المستنقعات في مركز إعادة تأهيل الحياة البرية في مقاطعة فورموزا بالأرجنتين.

أظهرت بعض الدراسات مؤخرًا أنه من العسير تحديد عدد نويعات اليغور بشكل ثابت، لذا فإن عددًا من العلماء لا يعترف الآن بالنويعات التي حددها پوكوك، خصوصًا بعد أن أظهرت إحدى الدراسات وجود اختلافات طفيفة بين الجمهرات الشمالية والجنوبية، لدرجة لا تدعم فكرة وجود نويعات مميزة بذاتها. أكّدت إحدى الدراسات من سنة 2001 أنه لا وجود لاختلافات بارزة بين جمهرات اليغور المختلفة، لكنها أظهرت أيضًا أن العوائق الطبيعية في موطنها، مثل نهر الأمازون، تعيق الاتصال بين تلك الجمهرات وبالتالي تحد من عملية التبادل الوراثي بينها، وقد أكّد هذا الأمر دراسة أخرى أكثر دقة وتفصيلاً جرت في سنة 2006، حول يغاور كولومبيا. لا تزال أغلب المراجع تورد قائمة نويعات اليغور التي قال بها پوكوك عند التحدث عن هذه الحيوانات، والبعض الآخر يورد النويعات الثلاثة التي قال بها آخرون ويصنف النويعات الباقية كجمهرات محلية لها. أما النويعات فتشمل:
1. النويعة اليغوريّة (Panthera onca onca): تنتشر من ڤنزويلا عبر غابة الأمازون المطرية.
- النويعة الپيروڤيّة (P. onca peruviana): تنتشر في ساحل البيرو، تُعرف باسم «يغور البيرو»، يُصنفها البعض على أنها جمهرة من النويعة اليغوريّة.

2. نويعة هيرنانديس (P. onca hernandesii): توجد في غرب المكسيك، تُعرف أيضًا باسم اليغور المكسيكي.
- النويعة الوسطى (P. onca centralis): تنتشر عبر ألسلفادور وصولاً إلى كولومبيا، تُعرف باسم «يغور أمريكا الوسطى»، يُصنفها البعض على أنها جمهرة من نويعة هيرنانديس.
- النويعة الأريزونيّة (P. onca arizonensis): تنتشر من جنوب ولاية أريزونا الأمريكية وصولاً إلى صحراء سونورا بالمكسيك، تُعرف باسم «يغور أريزونا». يعتبرها البعض جمهرة من نويعة هيرنانديس.
- نويعة ڤيراكروز (P. onca veraecrucis): تنتشر من أوسط ولاية تكساس الأمريكية وصولاً إلى جنوب شرق المكسيك. يعتبرها البعض جمهرة من نويعة هيرنانديس.
- نويعة گولدمان (P. onca goldmani): تنتشر من شبه جزيرة يوكاتان وصولاً إلى بليز وگواتيمالا. تُعرف باسم «يغور گولدمان»، ويُصنفها البعض على أنها جمهرة من نويعة هيرنانديس.

3. النويعة المستنقعيّة (P. onca palustris): أكبر النويعات بلا منازع، إذ يزيد وزنها عن 135 كيلوغرام (300 رطل)؛ تنتشر عبر مستنقعات الپانتانال في ولايتيّ ماتو گروسو وماتو گروسو دو سول البرازيليتين، وعلى طول نهر پاراغواي وصولاً إلى الپاراغواي وشمال شرق الأرجنتين.
يضيف البعض نويعة أخرى إلى النويعات سالفة الذكر هي النويعة الپاراغوانيّة (P. o. paraguensis)، ويقولون أنها تنتشر من البرازيل عبر سهول الپامپا وصولاً إلى الپاراغوي وبعض أنحاء الأوروغواي.

### التهجين مع سنوريات أخرى

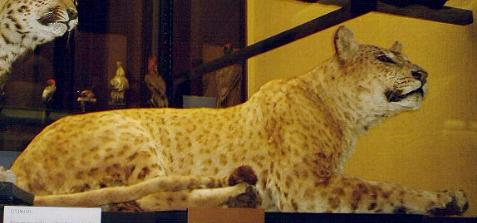
هجين يغور وأسد محنط في متحف روثتشايلد، ترينغ، إنگلترا.

تمّ تهجين اليغور في الأسر مع بضعة أنواع من السنوريات الكبرى الأخرى من شاكلة الأسود والنمور، والتهجين مع الأولى شائع أكثر من الثانية. يُعرف هجين اليغور والأسد باسم «الأسد اليغوري»، وهو نتاج يغور ذكر ولبوءة، وهو يحمل صفات مشتركة من كلا الوالدين، فجلده أسمر مصفرّ ذو ورديّات بنيّة وجسده قصير مكتنز، ورأسه أقل استدارة من رأس اليغور وأقل تربيعًا من رأس الأسد، وكما هي الحال مع معظم الهجائن، فإن الأسود اليغورية غالبًا ما تكون ذكورها عقيمة.
يزعم البعض أنه تمّ تهجين يغور أسود مع لبوءة في جزيرة ماوي، وهي إحدى جزر أرخبيل هاواي، وقد جاء وصف هذا الهجين مطابقًا لوصف أسد أفريقي، حيث قيل أنه امتلك لبدة سوداء كثيفة وكان جلده داكن مصفرّ، وذيله ينتهي بخصلة شعر سوداء. يقول العلماء أن هذا الوصف ليس إلا لأسد أفريقي أسيأت معاملته في الأسر، إذ أن طول اللبدة ولون الجسد قد يكون نتيجة لعدم تعرّض الحيوان للهواء الطلق وأشعة الشمس لمدة طويلة، كما أن السفع أو اللون الداكن ليس معروفًا عند الأسود، بينما هو شائع لدى اليغاور.
تفيد عدّة وثائق أن ذكور اليغور قد تم تهجينها مع إناث النمور، والعكس، في عدد من المرّات. قال البعض عند وصفه هجائن ذكور اليغور وإناث النمر أنها تفوق والدتها حجمًا وتقارع والدها وتشاركه في عدد من الخصائص، حيث أن عنقها وقوائمها قصيرة وثخينة كما تلك الخاصة باليغاور، ولونها مصفرّ داكن أو زيتوني، أمّا وردياتها فمختلفة عن ورديات كلا الوالدين، حيث جاء أنها شديدة البهتان. هُجنت إحدى إناث هذه الهجائن بدورها مع يغور ذكر وأنجبت بطنين يحتوي كل منهما على جروين، كذلك هُجنت إحداها مع أسد ذكر. أفادت إحدى التقارير في سنة 1968 أن نمر ذكر تمّ تهجينه مع يغورة أنثى في إحدى حدائق الحيوانات بمدينة سالزبورغ النمساوية، ونجم عن هذا التهجين ولادة جروين فاقا جراء اليغاور والنمور النقية قوّة في سن 6 أشهر. كذلك قال البعض أنه تمّ تهجين اليغور مع الببر، إلا أنه ليس هناك من أدلّة تدعم هذا القول، ولعلّ ما تمّ التبليغ عنه ليس سوى أسد ببري، إذ أن هذه الحيوانات يبدو وكأنها نتاج سنور مرقط وآخر مخطط، بما أنها تجمع بين رقط أشبال الأسود وخطوط باهتة للببور.

## الخصائص الجسدية

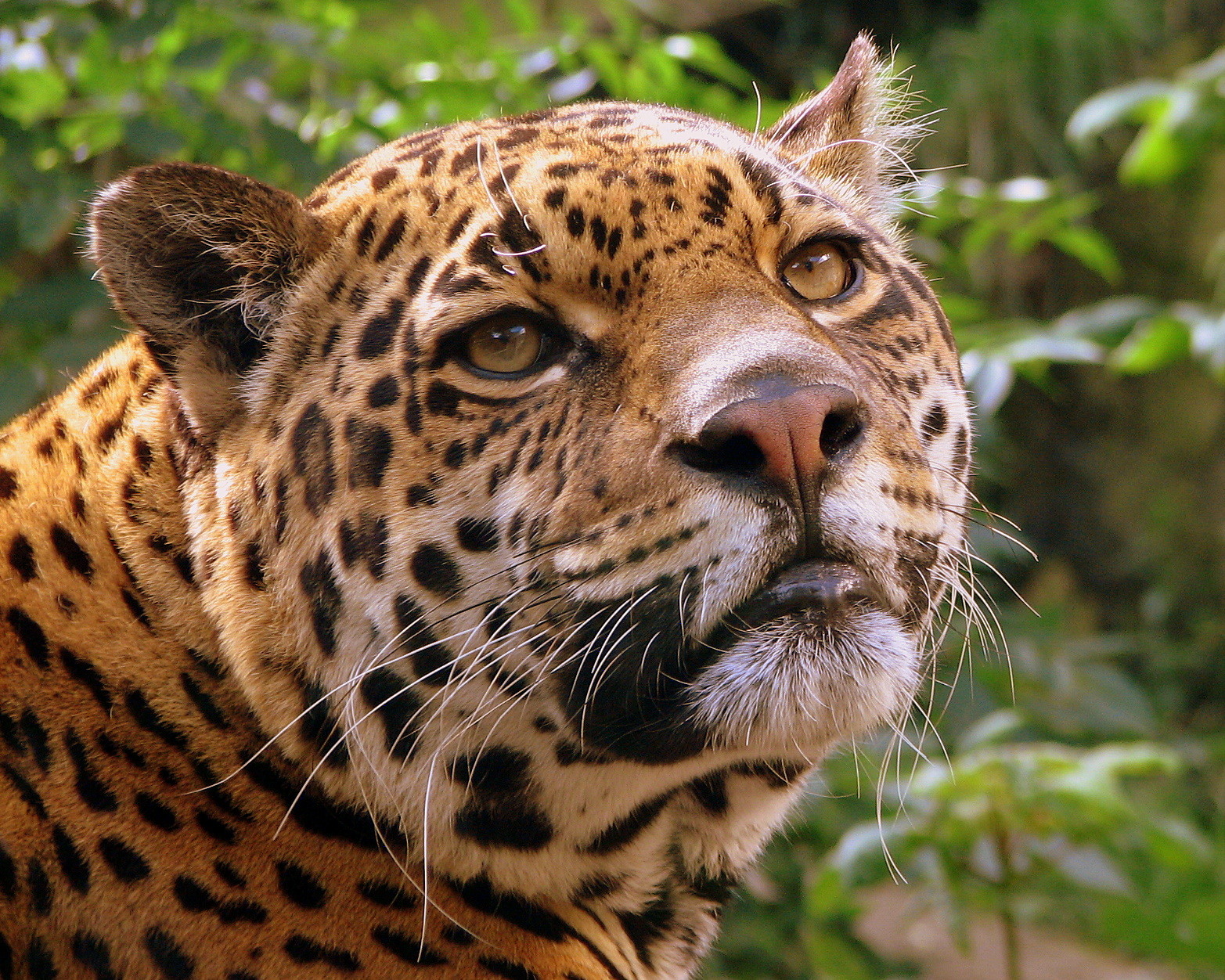
رأس يغور من حديقة حيوانات أدنبرة. لاحظ شكله المستدير والعضلات الكثيفة على الوجنتين.

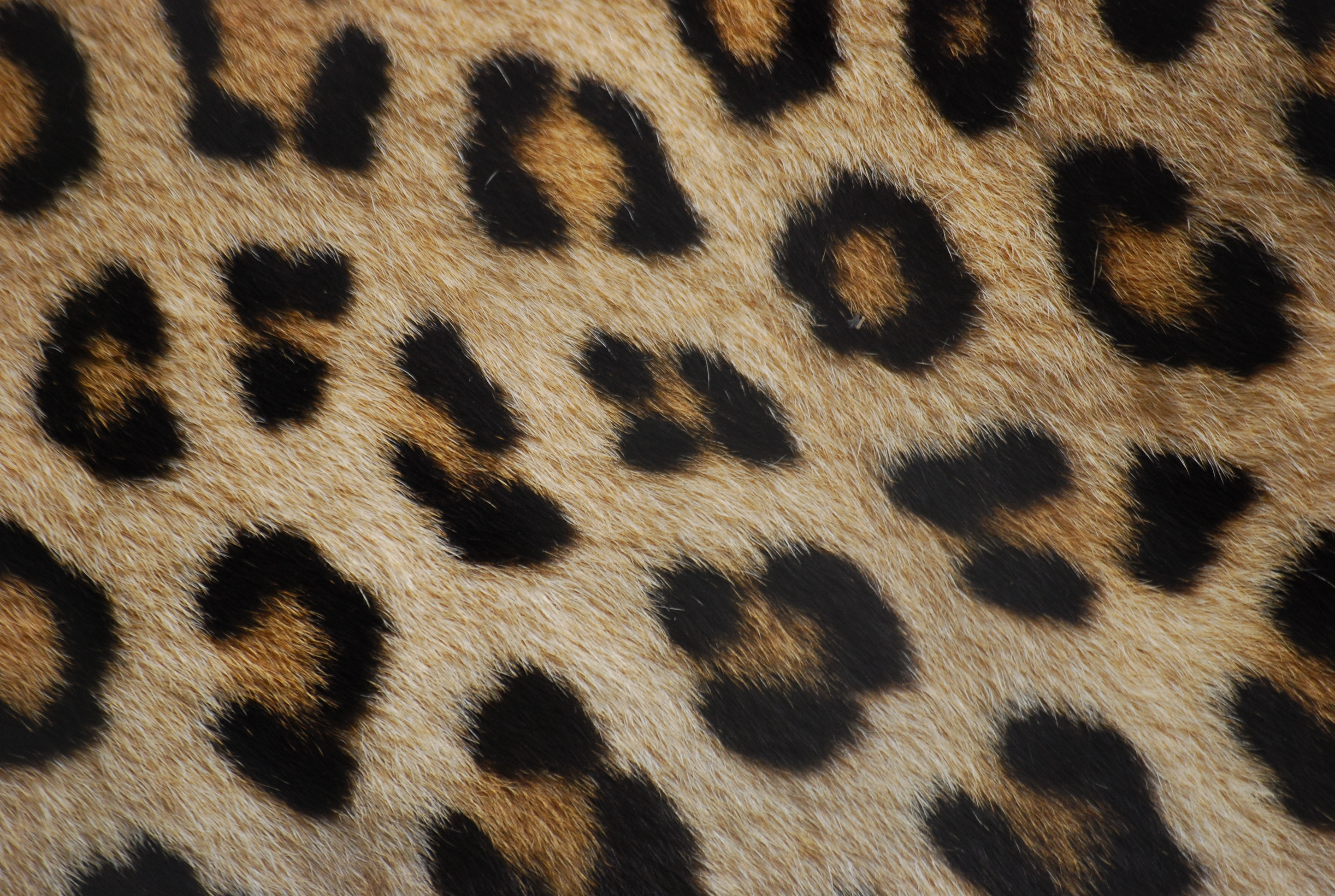
ورديات النمر، ذات فراغ بالوسط.

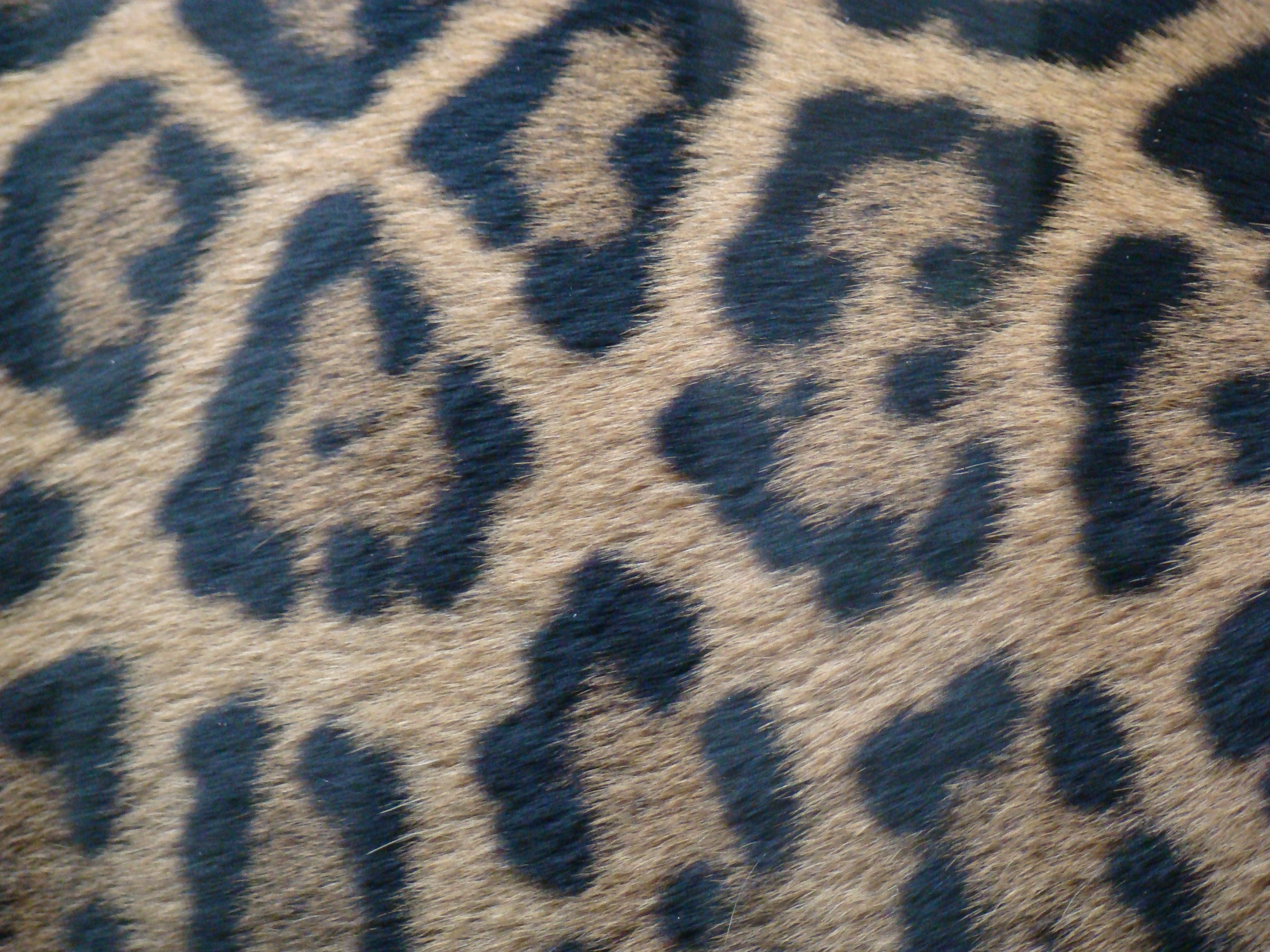
ورديات اليغور، ذات نقطة في وسطها.

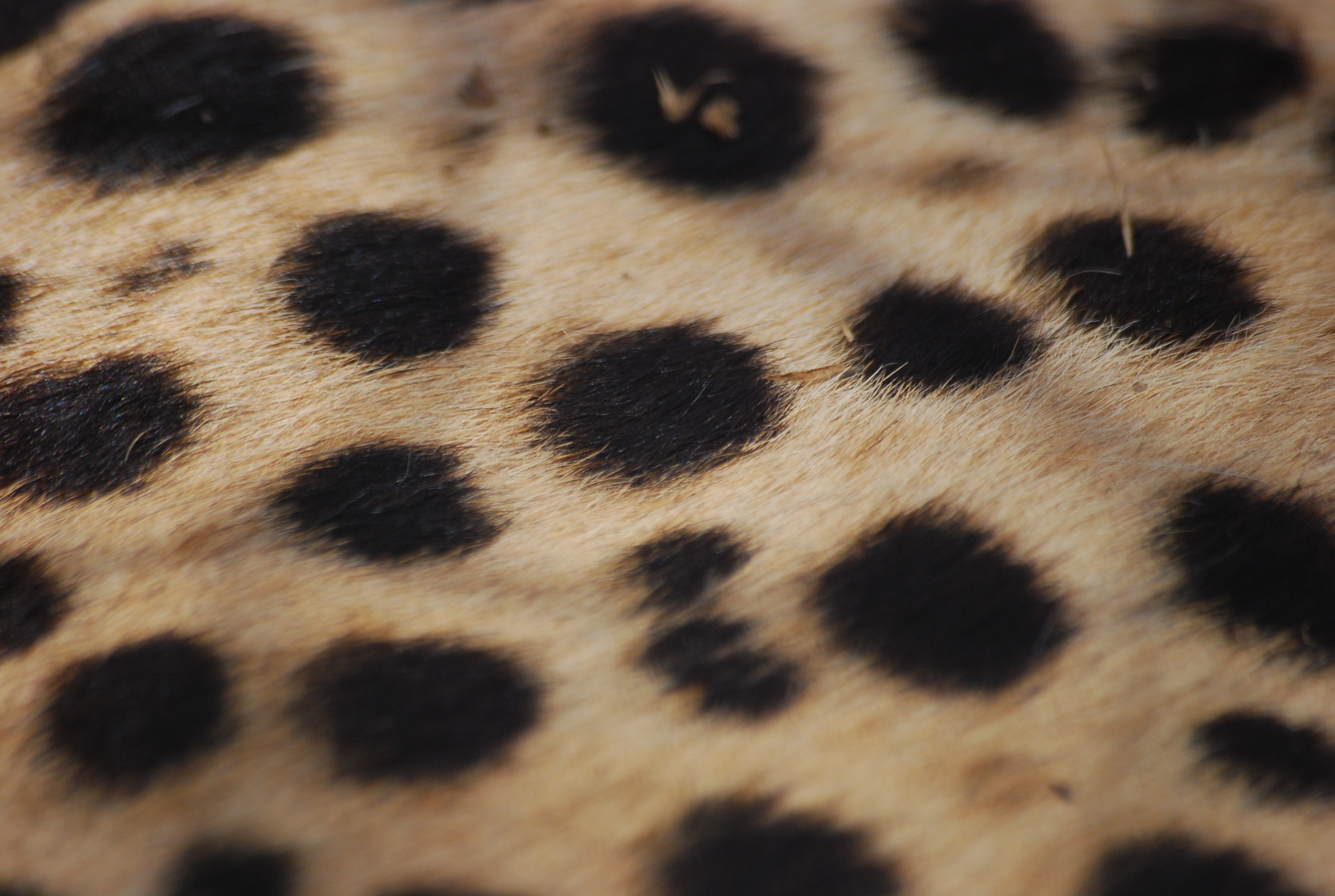
رقط الفهد، مجرد بقع أو نقط بسيطة.

اليغور هو أكبر سنوريات الأمريكيتين وأقواها بنيةً، فجسده مكتنز قصير يُساعده على الفتك بكائنات تفوقه حجمًا بأشواط، إلا أن الجمهرات المتنوعة منه تختلف في أحجامها وأوزانها بشكل واضح، حيث يتراوح وزن اليغور بين 56 و 96 كيلوغرامًا (بين 124 و 211 رطلاً) في العادة، وقد تمّ توثيق وجود ذكور قارعت في زنتها اللبؤات أو الببرات، حيث وصل وزنها إلى 160 كيلوغرامًا (350 رطلاً)، وبالمقابل عُثر على يغاور يقل وزنها عن المعدل الطبيعي بشكل ملحوظ، حيث وصل إلى 36 كيلوغرامًا (80 رطلاً). يقل حجم إناث اليغور عن حجم الذكور بنسبة تتراوح بين 10% و 20%، ويتراوح طول النوع ككل بين 1.62 و 1.83 مترًا (5.3–6 أقدام) دون احتساب الذيل، الذي يصل طوله إلى 75 سنتيمترًا (30 إنشًا)، أما ارتفاع هذه الحيوانات عند الكتفين فيتراوح بين 67 و 76 سنتيمترًا (27–30 إنشًا).

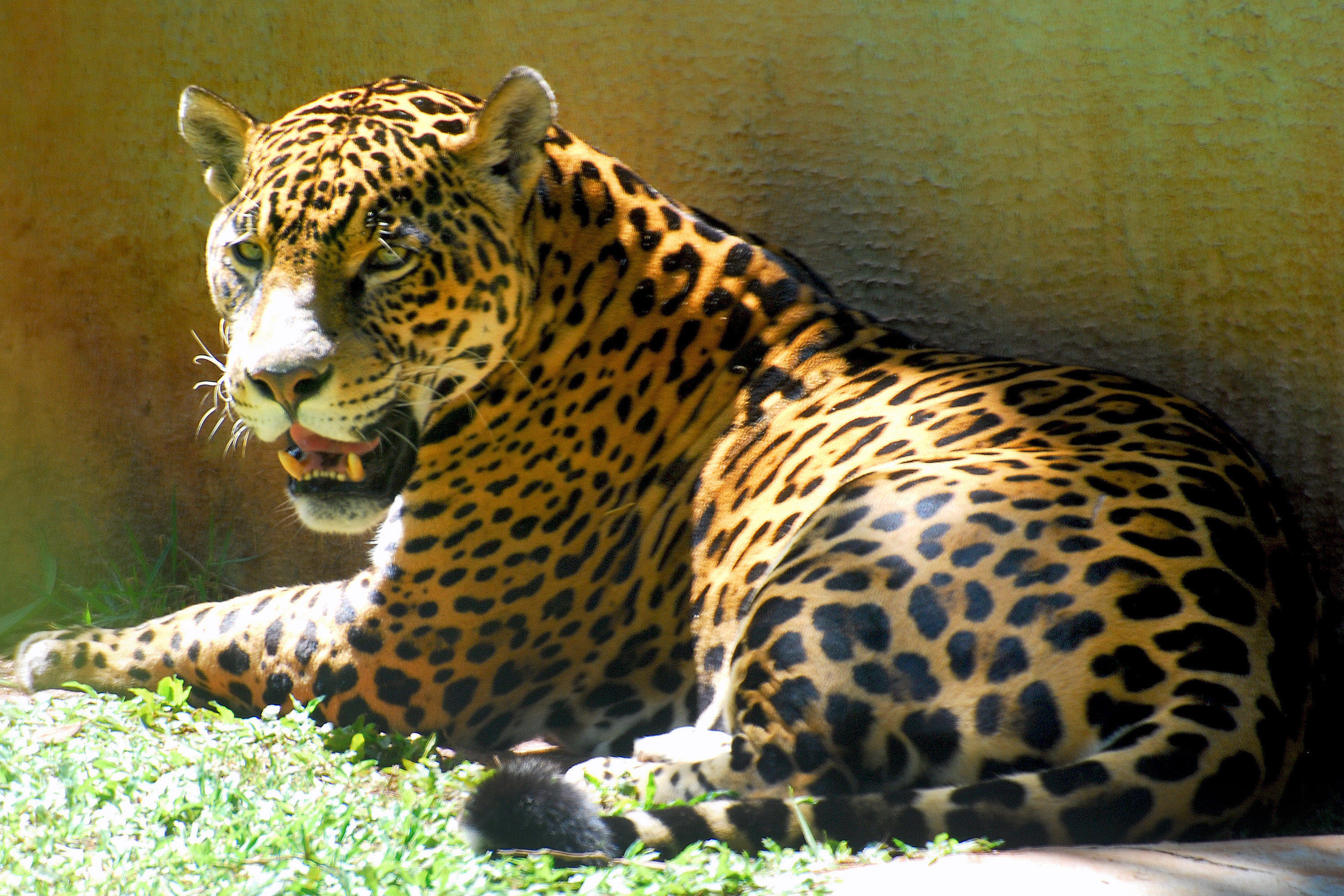
يغور جالس

يختلف حجم ووزن اليغور باختلاف المنطقة التي يقطنها، وقد أظهرت الدراسات أنها تكبر قدًا وتزداد وزنًا كلما اتجه موطنها جنوبًا، والعكس صحيح، ففي إحدى الدراسات التي تمّت في محمية «خاميلا كيزامالا» المكسيكية الواقعة على ساحل المحيط الهادئ، تبيّن أن وزن جميع يغاورها يتراوح بين 30 و 50 كيلوغرامًا، أي أنها تقارب وزن أسود الجبال الأصغر حجمًا في العادة، وبالمقابل أظهرت دراسة أخرى جرت في مستنقعات الپانتانال بالبرازيل، أن معدّل وزن اليغاور في تلك المنطقة يصل إلى 100 كيلوغرام (220 رطلاً)، كذلك عُثر على ذكور بالغة وصلت زنتها إلى 300 رطل أو أكثر في بعض الأحيان. تكون اليغاور قاطنة الغابات أصغر حجمًا وأدكن لونًا من تلك التي تقطن الأراضي المكشوفة، ولعلّ ذلك يعود إلى قلّة الطرائد الكبيرة في الغابات بالمقارنة مع غيرها من الموائل، الأمر الذي يعني حصول اليغاور على كمية قليلة من البروتين اللازم لتضخيم الجسد.

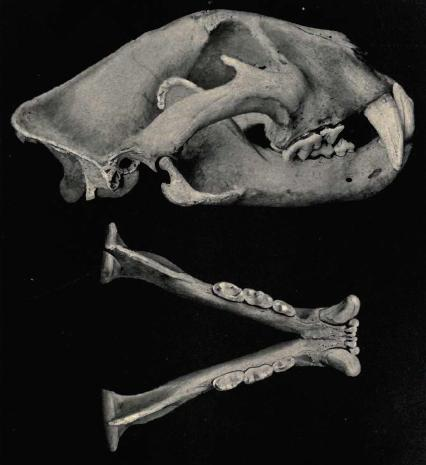
جمجمة يغور وفكه السفلي.

اليغور واحد من عدّة سنوريات مرقطة، لذا يسهل الخلط بينه وبين أنواع أخرى مشابهة كالنمر والفهد، والطريقة الأفضل للتمييز بين هذه الحيوانات هي عن طريق الرقط في فرائها، فالنمر يمتلك رقطًا وردية الشكل بينما يمتلك الفهد بقعًا بسيطة، وتشابه رقط النمر تلك الخاصة باليغور، إلا أن للأخير نقطة مركزية في كل رقطة من رقطه على عكس النمر. كذلك، فالنمر أكبر حجمًا وأكثر قوةً من الفهد النحيل الطويل القوائم، ولكنه أصغر حجمًا بقليل من اليغور، وبالإضافة لذلك فإن ذيل النمر يقارب في طوله نصف طول الجسد أو أكثر، بينما ذيل اليغور أقصر بكثير من جسده، ويمتلك النمر بقعة بيضاء مميزة على أسفل ذيله تستخدمها الأنثى في التواصل مع جرائها عندما تتنقل في العشب، وهذه البقعة معدومة عند الفهد واليغور. أيضًا فإن رأس اليغور أكثر استدارة من رأس النمر، وقوائمه أقصر وجسده أكثر امتلاءً ورقطه أقل عددًا وأكبر حجمًا.
يمتلك اليغور قوائم قصيرة مكتنزة، مما يجعله بارعًا في تسلق الأشجار السباحة والتسلل، ورأسه مستدير ذو عضلات كثيفة تجعل من عضته فائقة القوة، حيث يصل ضغطتها إلى 2000 رطل، أي أقوى من عضة الأسد بحوالي الضعف، وبهذا فإن عضة اليغور تُعتبر الأقوى بين السنوريات، وثاني أقوى عضة عند الثدييات بعد عضة الضبع المرقط. يستطيع اليغور أن يحطم تروس السلاحف إن استمر بقضمها بشكل متواصل، وقد وضعت إحدى الدراسات حول قوّة عضة عدد من الحيوانات بالمقارنة مع حجمها، وضعت اليغور في المرتبة الأولى إلى جانب النمر الملطخ، وقدمته على الأسود والببور الأكبر حجمًا. تفيد بعض الوثائق أن اليغور قادر على سحب ثور ناضج يصل وزنه إلى 360 كيلوغرامًا (800 رطل) لمسافة 8 أمتار (25 قدمًا) وسحق أثخن عظامه للاقتيات على نخاعها. تُعتبر بنية اليغور القصيرة والمتينة تأقلمًا مع بيئته وطرائده الغابوية، حيث أنه قادر على الفتك بفرائس يصل وزنها إلى 300 كيلوغرام (660 رطلاً) في أكثر الأدغال كثافةً.

### الأنماط اللونية

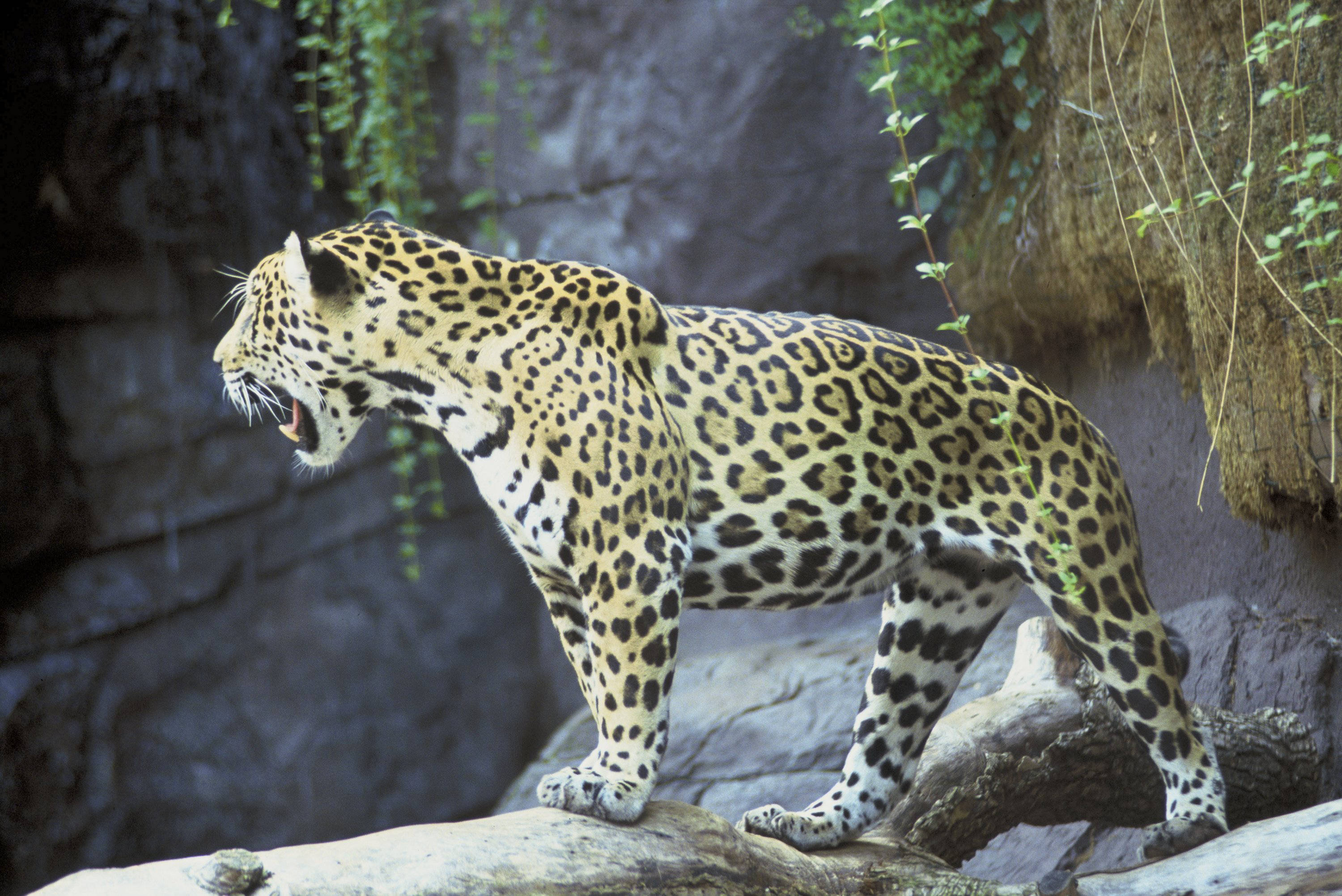
يغور مرقط. لاحظ نمطه الأسمر المصفرّ وبياض القسم السفلي من جسده والقسم البارز من قوائمه.

أكثر الأنماط اللونية شيوعًا عند اليغور هو النمط الأسمر المصفرّ، إلا أنه من الممكن أن تتراوح ألوانها من الخمري إلى الأسود، لكن النمط الأول يبقى هو السائد عادةً. وجسد اليغور مغطى بورديات تساعده على التمويه في الغابة، وتُسهّل عليه التسلل خلسةً نحو طريدته، وتختلف الورديات في أحجامها وأشكالها على فراء صاحبها وبين الأفراد المختلفة أيضًا، حيث يمكن أن تحوي نقطة مركزية أو أكثر، كذلك فإن حجم هذه النقط يختلف بدوره. تظهر النقط واضحة للعيان على الرأس والعنق، وباهتة في مواضع أخرى من الجسد، وتنتدمج مع بعضها البعض لتُشكل عصبة على الذيل. أما الجزء السفلي من الجسد والخاصرتين بالإضافة للقسم البارز من القوائم فبيضاء اللون.

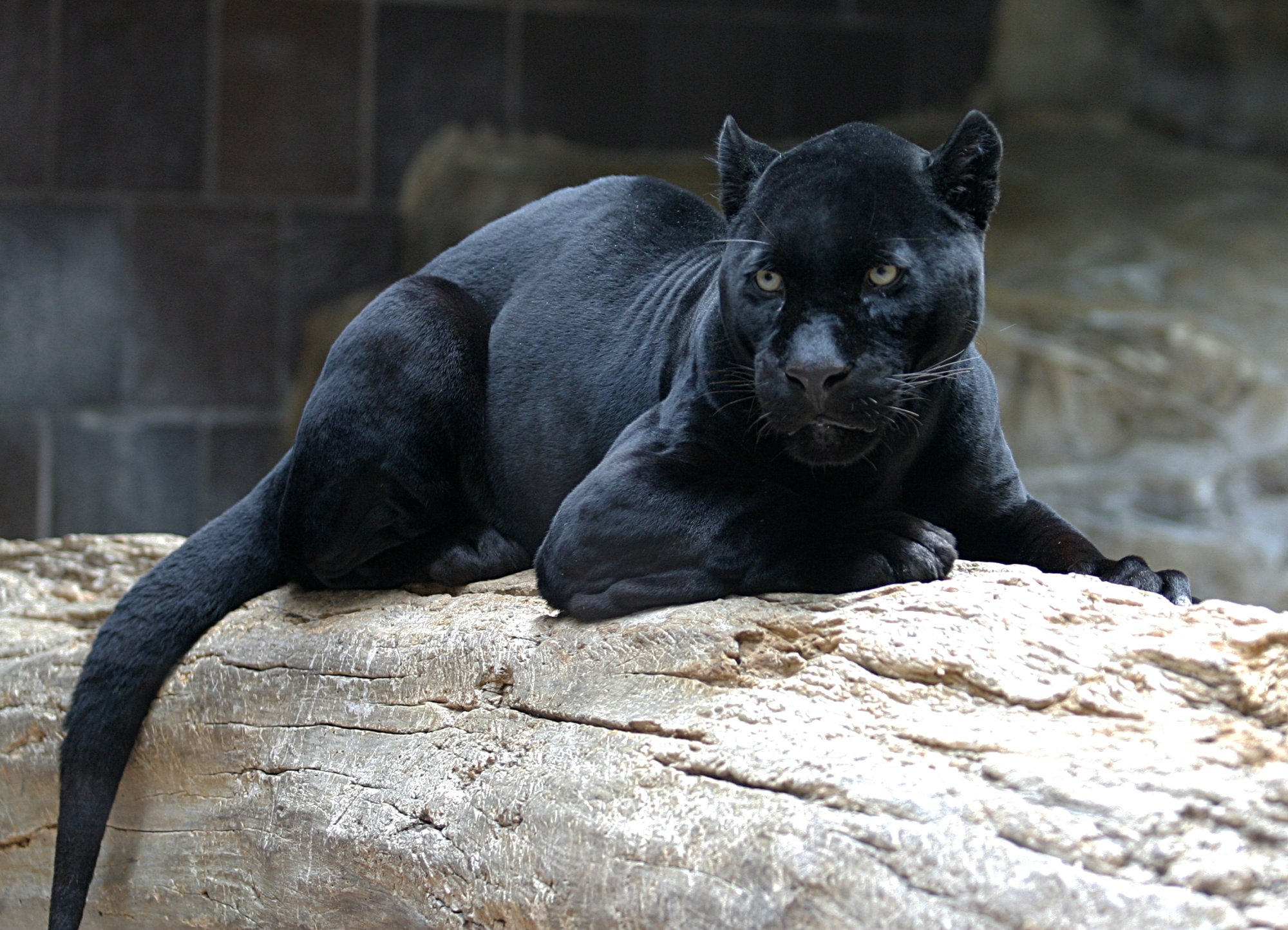
يغور أسفع أو أسود.

تولد بعض اليغاور بنمط لوني مميز، وهو النمط الأسفع، تسببه مورثة غالبة تدحر المورثة التي تحمل اللون الصدئ وتحل مكانها. تُسمى هذه الحيوانات بالنمور السوداء، وهو اسم تتشاركه والنمور التي تحمل ذات الخاصيّة الوراثية. تعتبر اليغاور السوداء نادرة بالمقارنة مع تلك المرقطة، حيث لا تمثل سوى 6% من إجمالي الجمهرة الحالية، وهي تبدو للناظر وكأنها سوداء بالكامل، إلا أنه بالإمكان رؤية رقطها عند تفحصها عن قرب أو عند وقوفها في أشعة الشمس. تفيد بعض التقارير أن هناك نمطًا لونيًا أكثر ندرة من النمط الأسفع يظهر عند بعض اليغاور في الپاراغواي، وهو النمط الأبيض، وتقول هذه الوثائق أن اليغور الأبيض أو «اليغور الشبحي» يمتلك فراءً أبيض ضارب إلى الرمادي ذي علامات باهتة على الخاصرتين. أفادت تقارير أخرى بوجود يغاور مهقاء أو شبه مهقاء في نفس البلد سالف الذكر، وقال بعض الشهود أن ورديات هذه الحيوانات شديدة البهتان بحيث لا يمكن رؤيتها إلا أن كانت الإضائة ملائمة. كذلك قيل أن هناك يغاور ذات رقط مماثلة لرقط النمور تعيش في غابات الأمطار الپيروڤيّة.

## السلوك والخواص الأحيائية

### التناسل ودورة الحياة

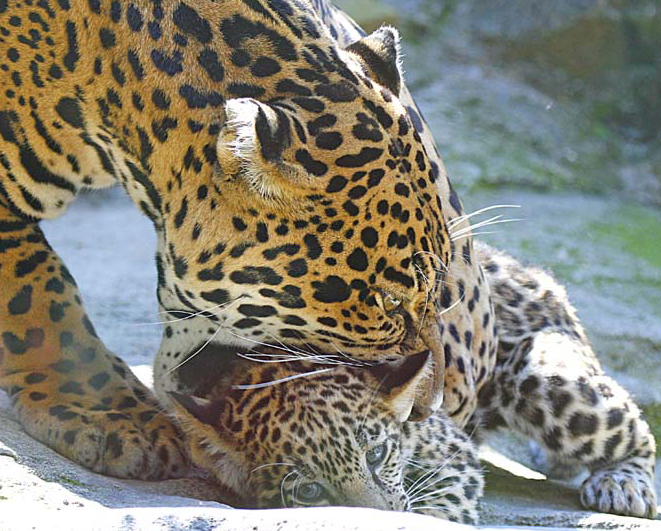
أنثى يغور على وشك أن تحمل جروها من عنقه.

تصل إناث اليغور لمرحلة النضج الجنسي عندما تبلغ سنتين من العمر، أما الذكور فتصل مرحلة البلوغ في عامها الثالث أو الرابع. يُعتقد بأن هذه السنوريات تتناسل طيلة أيام السنة وأنها لا تتقيد بموسم تناسل محدد، على الرغم من أن معدل الولادات يرتفع عند توافر مخزون فائض من الطرائد. أظهرت بعض الأبحاث التي أُجريت على ذكور اليغور الأسيرة أنها تتناسل طيلة أيام السنة بالفعل، كما تبيّن أن نوعيّة سائلها المنوي وغزارته لا تختلف باختلاف المواسم؛ إلا أنه على الرغم من ذلك، لوحظ أن هذه الحيوانات لا تتكاثر بشكل جيّد في الأسر. تدوم الدورة النزوية للأنثى طيلة فترة تتراوح بين 6 و 17 يومًا، وهي تعلن عن رغبتها بالتزاوج عن طريق تعليم بضعة أماكن في حوزها بالبول ليتمكن الذكر المقيم من معرفة تقبلها، وأيضًا عن طريق إصدراها لمجموعة من الأصوات تتراوح بين الزئير الخفيف والنخير. يتنقل كلا الجنسين على مساحة أوسع من مساحة حوزه الطبيعي خلال فترة البحث والتودد إلى الشريك الآخر.

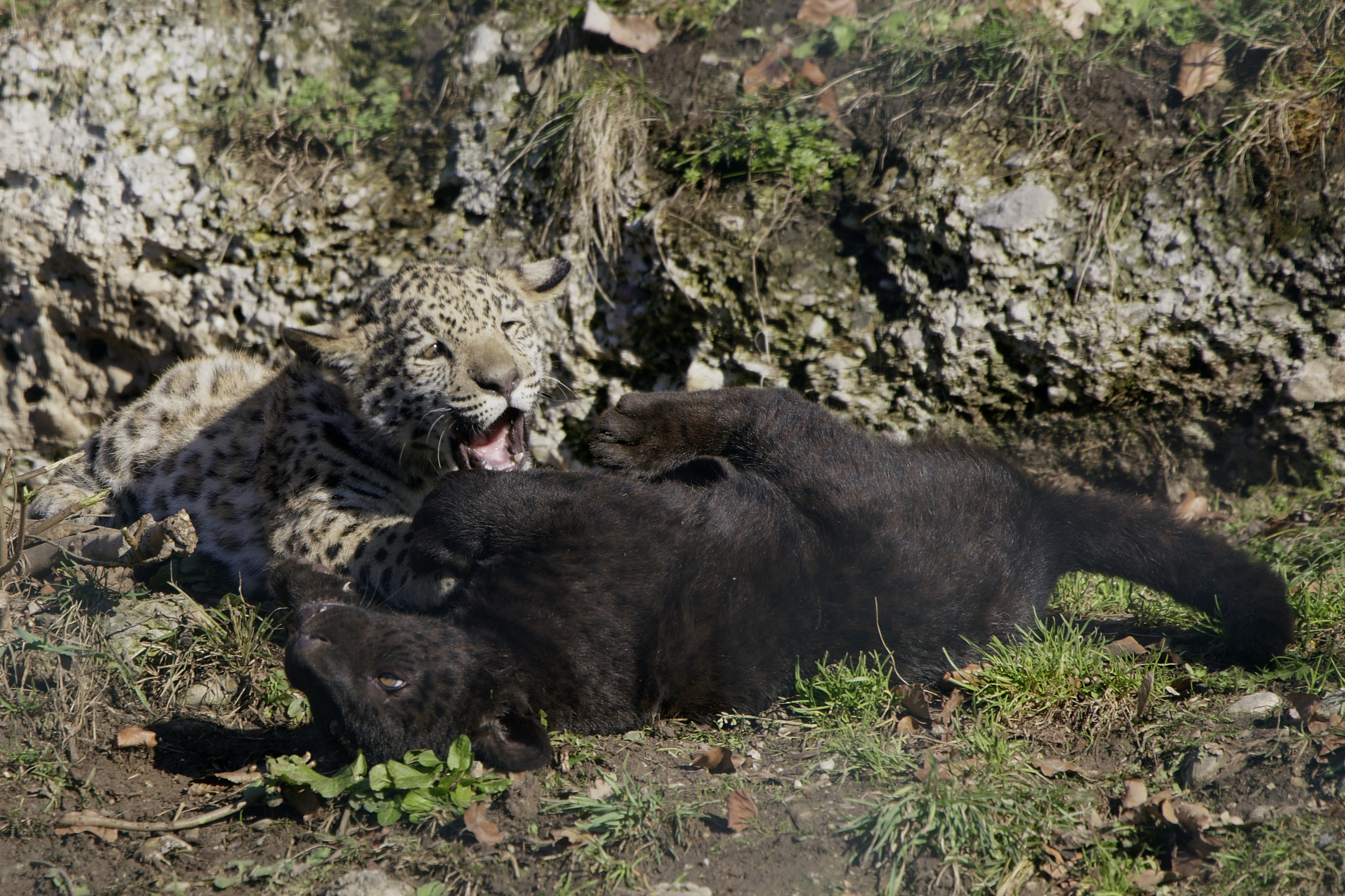
جرويّ يغور يلهوان في حديقة حيوانات سالزبورغ.

ينفصل الزوجان عن بعضهما البعض بعد بضعة أيام يقضيانها بالجماع، ويقع عبء تربية الجراء على عاتق الأنثى وحدها. تستمر فترة الحمل لمدة تتراوح بين 93 و 105 أيام، تلد الأنثى بعدها بطنًا يحوي بين جروين إلى 4 جراء في العادة. تصبح الأنثى شديدة العدائية تجاه الذكور البالغة بعد أن تلد صغارها، وذلك لأن الأخيرة قد تقتل الصغار لتجعل الأنثى تعاود دورتها النزوية لتتناسل معها في نهاية المطاف.
تولد الجراء عمياء، ولا تصبح قادرة على الرؤية إلا بعد أسبوعين. تُفطم الصغار عندما تبلغ 3 أشهر من العمر، لكنها لا تغادر عرينها الأمومي قبل 6 أشهر، وعندها تبدأ بمرافقة والدتها في رحلات الصيد. تستمر الجراء بالعيش تحت جناح والدتها طيلة السنة الأولى أو السنتين من حياتها، وبعدها تطردها الأم أو ترحل بمفردها لتُنشئ حوزًا خاصًا بها. يُعمّر اليغور في البرية بين 12 و 15 سنة، ويصل أمد حياته في الأسر إلى 23 عامًا، مما يجعله إحدى أطول السنوريّات عمرًا.

### السلوك الاجتماعي

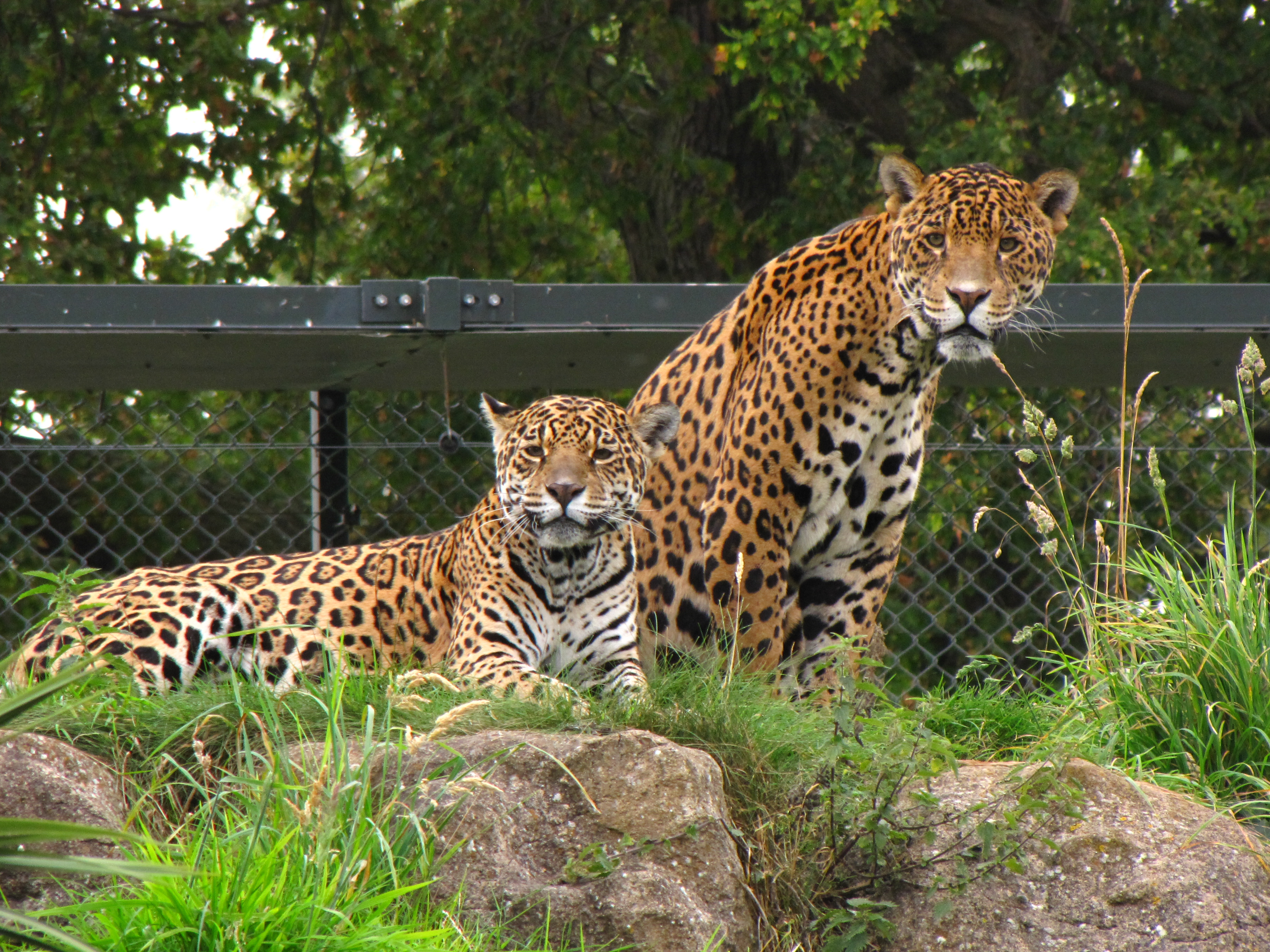
زوج من اليغاور في حديقة حيوانات تشتر بإنگلترا، مثال على تغيير الأسر لنمط حياة الحيوانات البرية، نظرًا لأن هذه الحيوانات انعزالية بطبعها وتفضل العيش منفردة.

اليغاور حيوانات انعزالية تفضّل العيش منفردة، ولا يمكن العثور عليها مع أفراد أخرى من بني جنسها إلا عندما يجتمع الذكر والأنثى للتزاوج، أو عندما تقوم الأخيرة بتربية جرائها، على أنه تمّ توثيق بضعة حالات نادرة سعت فيها أفراد بالغة وراء أفراد أخرى لمجرّد صحبتها على ما يبدو. تسيطر اليغاور على مناطق خاصة بها تختلف مساحتها باختلاف جنس الحيوان، فمساحة حوز الأنثى تتراوح عادةً بين 25 و 40 كيلومتر مربع، وقد تتقاطع مع مناطق إناث أخرى ات، لكن هذا قلّما يؤدي لوقوع نزاع مناطقيّ، كونها تتجنب بعضها البعض عادةً، أما الذكور فتفوق مساحة حوزها مساحة حوز إناثها بحوالي الضعف تقريبًا، ولا تتقاطع مع حوز غيرها من الذكور؛ ومن الملاحظ بأن مساحة الحوز تتأثر بوفرة الطرائد المحليّة وشكل المسكن والمناطق المتاحة، فإن كانت الطرائد قليلة والمنطقة محاطة بمستوطنات بشرية فإن مساحة الحوز ستتراجع بشكل كبير، والعكس صحيح. يقوم اليغور بتعليم حدود منطقته عن طريق خدش الأشجار بمخالبه والتغوّط ورش البول على حدودها، مما يترك علامة بصريّة وشميّة لأي فرد آخر يُحتمل أن ينازع صاحب المنطقة في السيطرة عليها.
يستطيع اليغور أن يزأر كغيره من السنوريات الكبرى، وزئير الذكور أشدّ من زئير الإناث، وهي تلجأ إليه لطرد منافسيها على الموئل والإناث، ولتتجنب أي احتكاك جسدي قد يؤدي إلى إصابتها بعاهة تمنعها من الصيد. وبالإضافة إلى الزئير، لوحظ بأن الأفراد البريّة تُصدر نخيرًا إيقاعيًا عاليًا لتتواصل مع بعضها البعض. يبدو زئير اليغور وكأنه سعال متكرر بالنسبة للسامع، وقد يصدر عن هذه الحيوانات أصوات أخرى تشمل المواء والهمهمة. يندر أن تتقاتل ذكور اليغور مع بعضها البعض للاستئثار بحقوق التناسل، وعوضًا عن ذلك فهي غالبًا ما تبدي امتعاضها عن طريق الزمجرة على بعضها إلى أن يستسلم أحدها وينسحب من الميدان، وبحال وقع قتال بين ذكرين فهو غالبًا ما يكون للسيطرة على الحوز، حيث أن منطقة الذكر تطوّق أو تتداخل مع منطقة أنثيان أو ثلاثة يتناسل معها، لذا فهو لا يطيق وجود ذكر آخر في نفس الحوز يُحتمل أن ينافسه على سيادتها وعلى حق التزاوج مع إناثه.
يوصف اليغور عادةً على أنه حيوان ليلي النشاط، لكنه في واقع الأمر أقرب ما يكون حيوانًا «شفقيًا» أو «غسقيًا»، أي ينشط خلال الفترة التي يكون فيها الضوء خافتًا. تتنقل الذكور على نطاق أوسع من الإناث، وذلك يعود لاتساع حوزها بشكل أكبر من حوز الإناث. تصطاد اليغاور خلال الليل أو الغسق غالبًا، لكنها قد تقدم على الصيد في وضح النهار إن كانت الطرائد متوافرة. يُعتبر اليغور حيوانًا نشطًا للغاية، إذ يمضي ما بين 50% و 60% من نهاره في الحركة والتنقل من مكان لآخر، وهو مراوغ يصعب تقفي أثره، ويُفضل سكن مناطق معينة يصعب على الإنسان ولوجها، لذا فإن رؤيته في البرية نادرة الحدوث، كذلك فإن دراسته في مؤله الطبيعي أمر في غاية الصعوبة.

### الغذاء والصيد

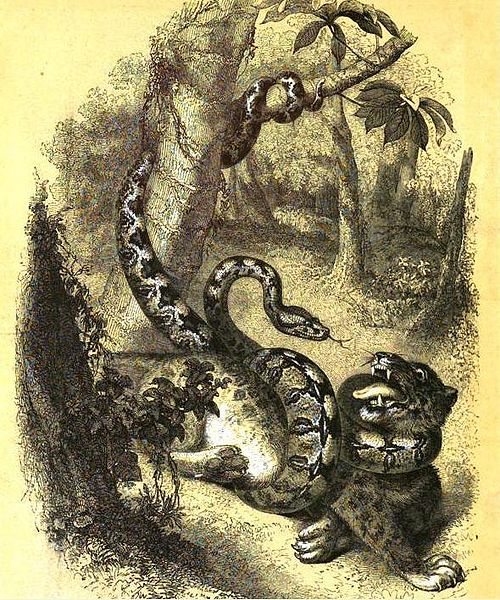
رسم ليغور يتقاتل مع بواء عاصرة.

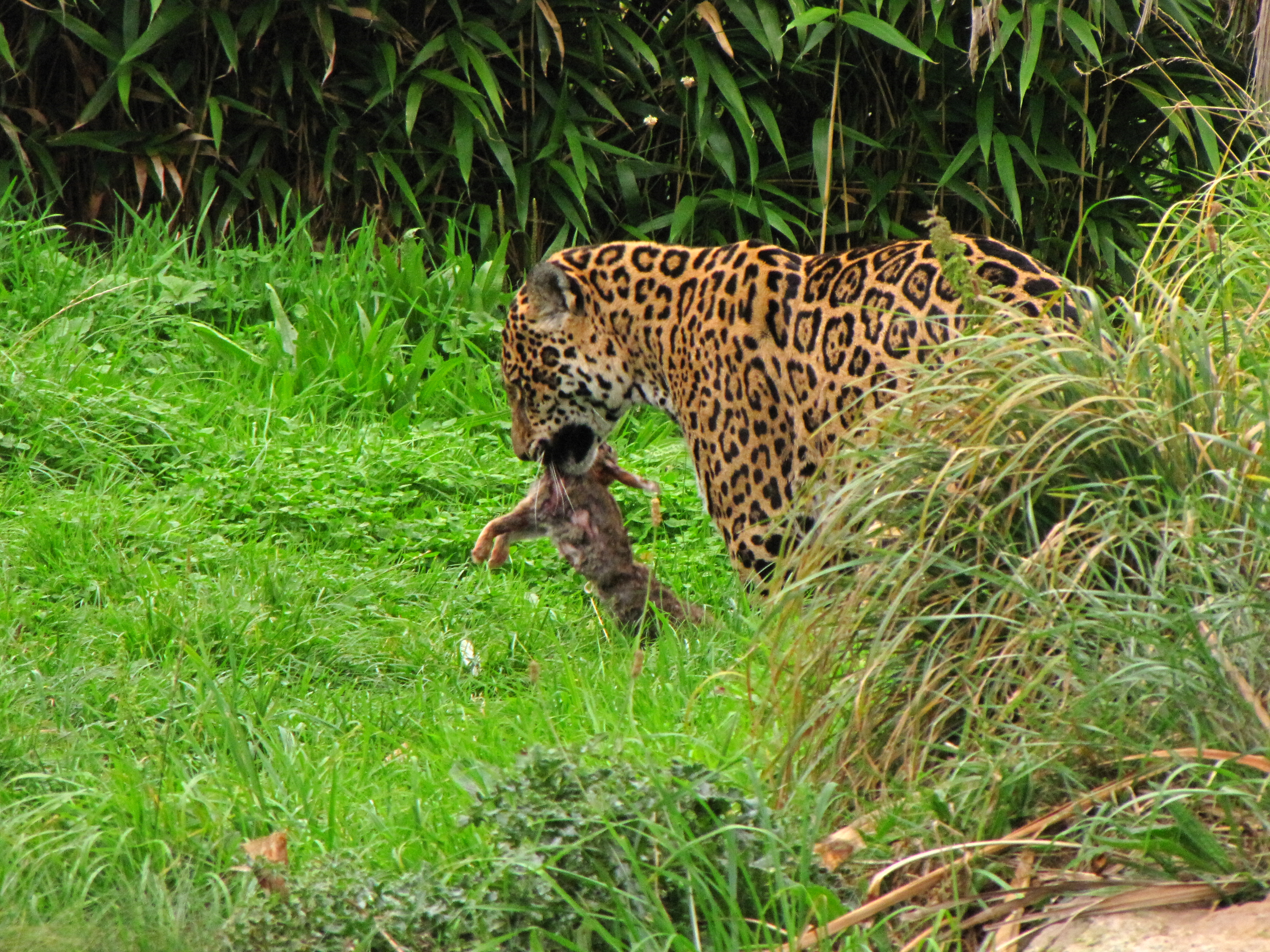
يغور من حديقة حيوانات تشتر بإنگلترا يحمل جيفة أرنب برية في فمه.

اليغور حيوان لاحم وصيّاد انتهازي يقتات على أنواع وضروب مختلفة من الحيوانات، وتشتمل قائمة طرائده على 87 نوعًا تشاركه موطنه. تُفضل اليغاور الطرائد كبيرة الحجم، من شاكلة الكيمن، الأيائل، الكابياء، التابيرات، البقري، الكلاب المستأنسة، الثعالب، والثعابين الضخمة من شاكلة البواء العاصرة وحتى الأناكندة؛ إلا أنها قد تقتات أيضًا على أي طريدة صغيرة الحجم تمسك بها، مثل الضفادع، الفئران، الطيور، الأسماك، الكسلانات، السعادين، والسلاحف؛ وقد أظهرت إحدى الدراسات من محمية «حوض العرف» في بيليز، أن حمية اليغاور في تلك المنطقة تتكون حصريًا من المدرعات وقوارض الپاكة. وبعض اليغاور تهاجم الماشية المستأنسة، بما فيها الأبقار والأحصنة البالغة.

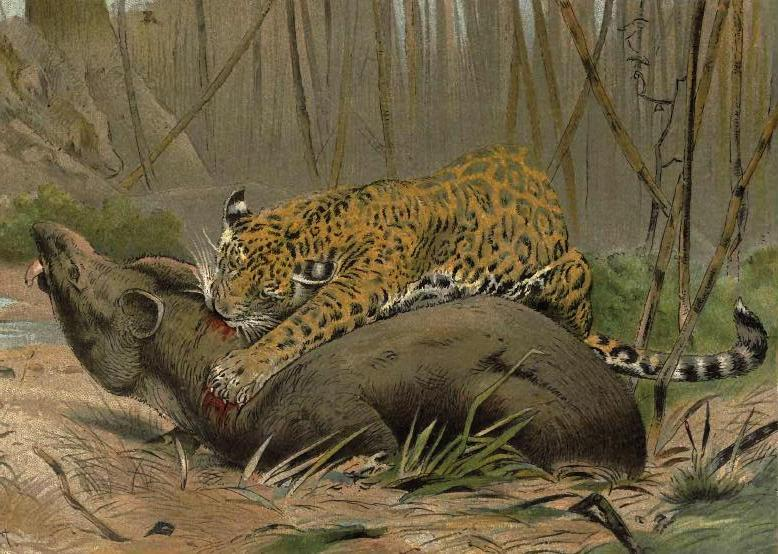
رسم ليغور يفتك بتابير برازيلي عن طريق عضه من قفا عنقه.

يفتك اليغور بطريدته عن طريق عض حلقها وثقب شرايينها الحيوية أو عن طريق خنقها، كما باقي السنوريات المنتمية لجنس النمر، إلا أن أسلوبه المفضل في القتل هو ما يميزه عنها وعن غيره من السنوريات عمومًا، حيث يقدم على عض وثقب العظم الصدغي للجمجمة في المنطقة الواقعة بين الأذنين باستخدام أنيابه، مما يتسبب بنفوق الطريدة على الفور. يقول بعض العلماء أن طريقة القتل المميزة هذه قد تكون تأقلمًا ظهر عند هذه الحيوانات لتمكينها من تحطيم تروس السلاحف وثقب الجلود السميكة للزواحف، التي أخذت تشكل جزءًا مهمًا من حمية اليغور بعد انتهاء العصر الجليدي الأخير منذ حوالي عشرة آلاف سنة، أي عندما انقرض الكثير من الثدييات الضخمة التي كانت اليغاور تعتمد عليها في غذائها، ولم يبق سوى ثدييات أصغر حجمًا وعدّة أنواع من الزواحف. يستخدم اليغور طريقة القتل هذه مع طرائده من الثدييات إجمالاً، أما الزواحف الضخمة مثل الكيمن، فيثب عليها من الخلف ويلقي بكامل وزنه على الفقرات العليا للرقبة مما يتسبب بتحطيمها وشلّ الفريسة. تقوم بعض اليغاور باستخدام لسانها الخشن للعق لحم السلحفاة وإخراجه من الترس دون أن تحطم الأخير، وبالنسبة للطرائد الأصغر حجمًا مثل الكلاب، فإن اليغور يقتلها عادةً بضربة واحدة على رأسها.

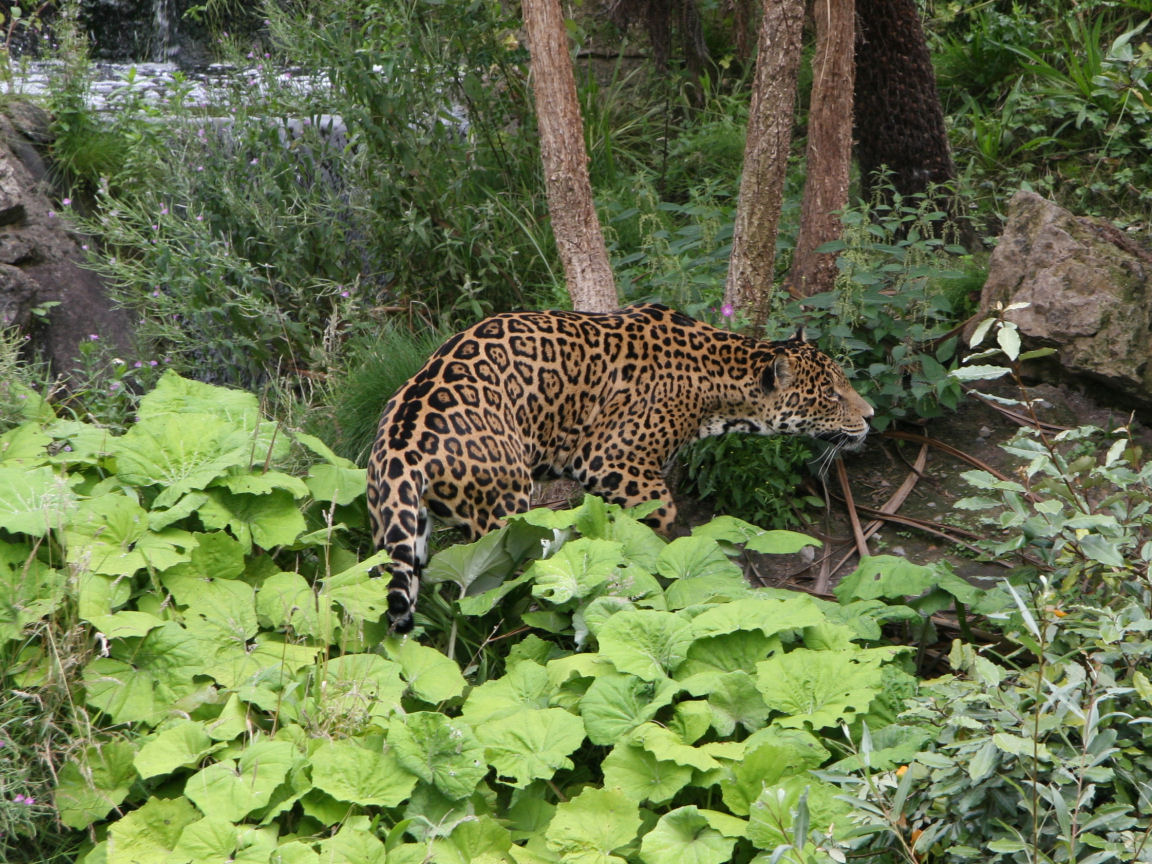
يغور في وضعية التسلل.

يُعتبر اليغور صياد مكامن، فهو عادةً ما يربض لفريسته في مكمن ويقبض عليها بوثبة واحدة عوضًا عن مطاردتها لمسافة معينة، واليغور يستخدم الدروب الخالية في الغابة ليتسلل نحو الطريدة الغافلة ثم يهرع إليها بسرعة ويمسك بها على حين غرّة، وعادة ما يكون ذلك من زاوية لا تستطيع الأخيرة أن تلاحظ أي حركة من خلالها. اعتبر الأمريكيون الأصليون أن مقدرة اليغور على نصب الكمائن والتسلل نحو فريسته مقدرة فريدة لا يضارعه فيها أي كائن آخر في مملكة الحيوان، ويقول الباحثين المعاصرين بصحة هذا القول، ويضيفون أن هذه المقدرة تطورت مع مرور الوقت عندما أصبحت اليغاور مفترسات رئيسيّة في عدد من البيئات التي تقطنها. يستطيع اليغور أن يطارد فريسةً ضخمة في الماء ويفتك بها ثم يحملها عائدًا إلى الشاطئ، ويبلغ من قوّة اليغور أنه يستطيع أن يرفع طريدة تصل في حجمها لحجم عجل البقر إلى إحدى الأشجار ليتفادى طوفان نهر ما.
يقوم اليغور بسحب طريدته إلى الآجام أو أي مكان معزول آخر ليقتات عليها بسلام، وهو يُفضل التهام العنق الصدر أولاً عوض القسم الأوسط من الجسد كما هو الحال عند معظم اللواحم، ومن الأعضاء المفضلة التي يسعى إليها: القلب والرئتين ولحم الكتفين. يحتاج اليغور إلى افتراس حيوان تصل زنته إلى 34 كيلوغرام يوميًا حتى يستطيع البقاء، وقد أظهرت الدراسات أن اليغاور الشمالية الأصغر حجمًا تحتاج إلى قتل حيوان يوميًا يقل وزنه عن هذا بكثير، وقد قُدّر هذا الوزن بحوالي 1.4 كيلوغرامات تقريبًا. كذلك تبين أن اليغاور الأسيرة التي يتراوح وزنها بين 50 و 60 كيلوغرامًا تحتاج إلى أكثر من كيلوغرامين من اللحم يوميًا. تقتات اليغاور البريّة بشكل غير منتظم عند مقارنتها بتلك الأسيرة، وذلك كونها تعاني من نقص دوري في مخزون الطرائد في بعض الأحيان، لذا فإن اليغور البري قد يقتات على 25 كيلوغرام من اللحم في جلسة واحدة تحسبًا لأي نقص في أعداد الفرائس مستقبلاً. يندر أن تهاجم اليغاور الإنسان، على العكس من باقي السنوريات المنتمية لجنس النمر، وقد تبيّن أنه في جميع الحالات التي هاجمت فيها يغاور أناسًا، فإن ذاك اليغور بالتحديد كان إما طاعنًا في السن ذو أنياب بالية ولا يقوى على صيد طرائد طبيعية، أو مُصاب بجراح أقعدته عن صيد فرائسه المعتادة. إلا أنه من المعروف عن اليغاور الأسيرة المعافاة أنها قد تنقض على مربيها بحال أجفلت.

## علاقة النوع بالبيئة حوله

### الموطن والمسكن

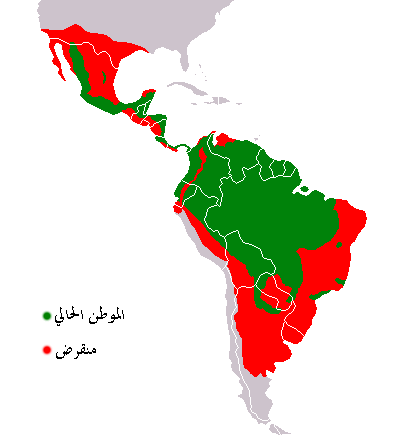
الموطن الحالي والسابق لليغور.

وصلت أسلاف اليغور المعاصر إلى أمريكا الشمالية من آسيا، عن طريق عبورها للجسر القارّي الذي وصل القارتين خلال العصر الحديث الأقرب، حيث تطورت إلى ما يُعرف اليوم باسم «يغور أمريكا الشمالية الپليستوسيني» (Panthera onca augusta)، الذي يُعتبر السلف المباشر لجميع اليغاور الحالية. كانت تلك الحيوانات أكبر حجمًا من اليغور المعاصر، حيث قُدّر وزن فردين منها بحوالي 34.9 كيلوغرامات (77 رطلاً) و 97 كيلوغرام (210 أرطال) على التوالي، وقد انتشرت عبر أمريكا الشمالية والجنوبية طيلة 10.2 مليون سنة تقريبًا. تراجع موطن اليغور الشمالي بعد انتهاء العصر الجليدي الأخير حتى جنوب أمريكا الشمالية، وهو يشمل اليوم الدول التالية: الأرجنتين، بيليز، بوليڤيا، البرازيل، كولومبيا، كوستاريكا (شبه جزيرة أوسا بشكل خاص)، الإكوادور، غويانا الفرنسية، گواتيمالا، غيانا، الهندوراس، المكسيك، نيكاراغوا، بنما، الپاراغواي، البيرو، سورينام، الولايات المتحدة، وڤنزويلا. كذلك كان موطن اليغاور يشمل ألسلفادور والأوروغواي، لكنها انقرضت هناك حاليًا. يمكن العثور على عدد من اليغاور اليوم في بعض المحميات البارزة في أمريكا الوسطى والجنوبية، مثل: محمية «حوض العرف» في بيليز، منتزه مانيه الوطني في البيرو، ومنتزه هينگو الوطني في البرازيل.
كان موطن اليغور في أوائل القرن العشرين يمتد شمالاً حتى الأخدود العظيم في ولاية أريزونا الأمريكية، وغربًا حتى جنوب كاليفورنيا، أما الآن فقد اختفى من معظم هذه المناطق، إلا أن بعض التقارير لا تزال تفيد برؤية بعض الأفراد منه في أريزونا ونيو مكسيكو وتكساس. يُعتبر اليغور نوعًا محميًا في الولايات المتحدة وفق ما ورد في قانون حماية الأنواع المهددة الأمريكي (بالإنگليزية: Endangered Species Act)، لذا فإن صيده بهدف الإتجار بفرائه محظور حظرًا تامًا. إلتقط بعض القيمين على الحياة البرية في أريزونا صورًا ليغاور في جنوب تلك الولاية في سنة 2004، الأمر الذي دلّ على صحة ما أفاد به شهود عيان طيلة سنوات. يقول الخبراء أنه لن يُكتب لليغاور الأمريكية البقاء إلا أن تمت حمايتها وطرائدها من الصيد بشكل تام، وتم التعاون بين الولايات المتحدة والمكسيك على تخصيص منطقة حدودية محمية لضمان تواصل الأفراد مع بعضها البعض لزيادة تنوعها الوراثي. وبتاريخ 25 فبراير 2009، قُبض على يغور بالقرب من مدينة توسن بأريزونا، فتمّ تزويده بطوق لاسلكي لتمكين العلماء من تتبع تحركاته، ثم أطلق سراحه بالقرب من موقع أسرة؛ وكان هذا اليغور الأوّل من بني جنسه الذي يُقبض عليه في هذه المنطقة، مما قد يعني بأن هناك جمهرة متناسلة مستقرة في جنوب أريزونا، وفي وقت لاحق تأكد الخبراء أن هذا اليغور هو أحد اليغاور التي تم التقاط صورها في سنة 2004، فأصبح بهذا أكبر اليغاور البرية سنًا في الولايات المتحدة، حيث قُُدّر عمره بحوالي 15 سنة. عاد القيمون على الحياة البرية وأمسكوا باليغور سالف الذكر يوم الإثنين في 2 مارس 2009، وأخضعوه للقتل الرحيم بعد أن تبيّن لهم أنه يعاني من فشل كلوي نتيجة تقدمه بالسن.
يُعارض دعاة حماية البيئة والعلماء خطة الحكومة الأمريكية القاضية بإقامة المزيد من الأسيجة العازلة على الحدود بين الولايات المتحدة والمكسيك لمنع تدفق المهاجرين غير الشرعيين، بدعوى أنها تمنع اتصال جمهرات الحيوانات المهددة عمومًا، واليغاور خصوصًا، الأمر الذي ينجم عنه مزيدًا من التناسل الداخلي في تلك الجمهرات مما يؤدي لإصابة أفرادها بالعديد من التشوهات الخلقية مستقبلاً، ويمنع هجرة تلك الحيوانات نحو الشمال.
انحسر موطن اليغور الشمالي بعد انتهاء العصر الجليدي الأخير بحوالي 1,000 كيلومتر جنوبًا، وانحسر موطنه الجنوبي بحوالي 2,000 كيلومتر شمالاً. عُثر على مستحثات ليغاور في أمريكا الشمالية في مواقع شديدة البعد نحو الشمال مقارنة بموطنها الحالي، كما في ولاية ميزوري، حيث وُجدت مستحثات تعود لما بين 40,000 و 11,500 سنة.

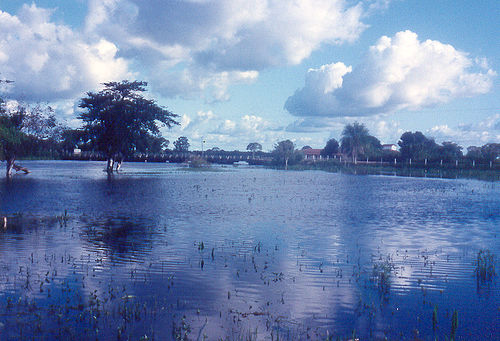
مستنقعات الپانتانال البرازيلية خلال موسم الفيضان، إحدى أبرز مساكن اليغور وأهمها.

يقطن اليغور غابات الأمطار في أمريكا الوسطى والجنوبية، بالإضافة إلى الأراضي المستنقعية الموسمية المكشوفة، والأراضي العشبية الجافة، وهو يُفضل النوع الأول من هذه الموائل أكثر من غيره، حيث تؤمن له الأشجار والنباتات الكثيفة حماية من الإنسان، وقد لوحظ أن هذه السنوريات اختفت من معظم المناطق والدول ذات الموائل الأخرى الأكثر جفافًا، مثل سهوب الپمپا في الأرجنتين والسهول الجافة في المكسيك وجنوب غرب الولايات المتحدة، أي ذات المناطق التي يخصصها البشر للزراعة أو رعي الماشية. تسكن اليغاور ضروب مختلفة من الغابات من شاكلة الغابات الاستوائية وشبه الاستوائية والغابات النفضيّة الجافة، بما فيها غابات السنديان والبلوط الأمريكية قديمًا. اليغور ولوع بالنزول إلى الماء أكثر من غيره من السنوريات، وغالبًا ما يُعثر عليه بالقرب من الأنهار والمستنقعات. تم توثيق وجود يغاور تعيش في مناطق جبلية تصل في ارتفاعها حتى 3,800 متر، لكنها غالبًا ما تتجنب الغابات الجبلية، ولا يمكن العثور عليها في الهضبة المكسيكية أو في مرتفعات جبال الأنديز.
تفيد بعض الأدلة القاطعة أن هناك جمهرة مستقرة من اليغاور أو النمور السوداء في الغابات المطرية المحيطة بمدينة سيدني بأستراليا، ويقول البعض أن هذه الحيوانات قد تكون هاربة من الأسر أو أطلقت عمدًا من قبل أشخاص لم يستطيعوا تربيتها كحيوانات أليفة. أفاد أكثر من 450 شخصًا من سكان ضواحي سيدني أنهم شاهدوا سنوريات سوداء ضخمة تتجول في الغابات والبساتين المحيطة بمنازلهم، وقد أثارت هذه المسألة مخاوف حكومة ولاية نيو ساوث ويلز، فقامت باستدعاء خبراء وصيادين لتعقب هذه الحيوانات وأسرها، لكنهم فشلوا بعد 3 أيام من البحث والتعقب المضني. يقول عالم البيئة «يوحنا ج. باور» أن هذه السنوريات موجودة بالفعل في ريف جنوب أستراليا رغم أن كثيرًا من الناس يواجه صعوبة في تقبل هذا الأمر، ويُرجّح أنها نمور سوداء أكثر منها يغاور.

### الدور البيئي

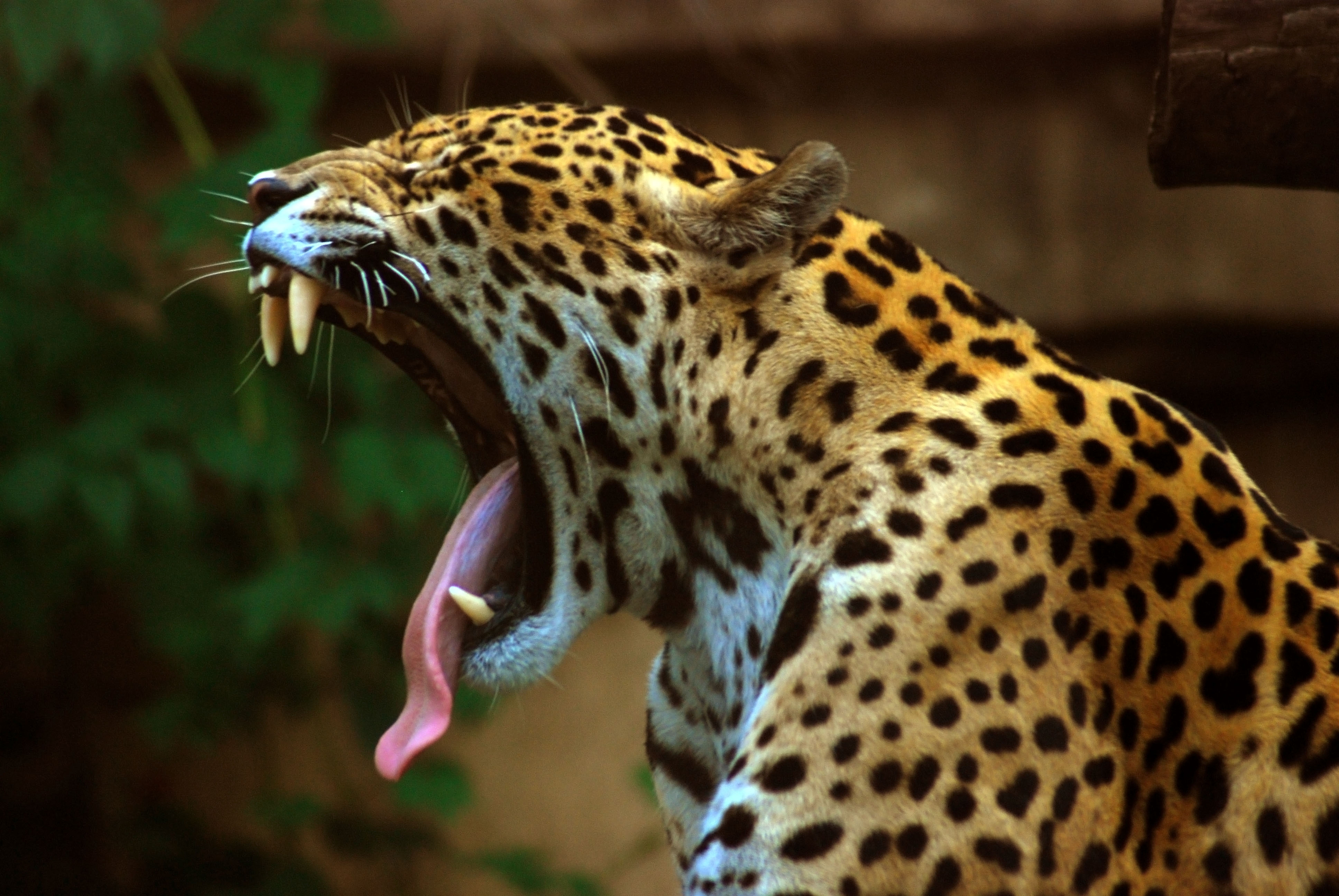
يغور يتثائب في حديقة حيوانات تورونتو، لاحظ أنيابه الضخمة التي تجعل منه مفترسًا فائقًا.

يُعتبر اليغور البالغ مفترسًا فائقًا في جميع أنحاء موطنه، أي أنه يقبع على قمة السلسة الغذائية، وليس هناك من كائن آخر يفترسه. كذلك يُعد اليغور نوعًا أساسيًا أو عماديًا في بيئته، أي أن توازن الحياة والبيئة التي يقطنها يعتمد على وجوده، ومن دونه فإن هذا التوازن سيختل وينهار النظام البيئي شيئاً فشيئًا، ويرجع ذلك إلى تحكّم اليغاور بأعداد العواشب ومقتاتات الحبوب في موئلها بشكل كبير، مما يخفف ضغط الرعي على النباتات والأشجار ومن ثم الغابة ككل. إلا أن مقدار الضرر الذي يلحق بالبيئة جرّاء اختفاء اليغاور صعب التحديد، ذلك لأن معطيات دارسة ما حول بيئة تعيش فيها هذه الحيوانات ينبغي أن تُقارن بمعطيات دراسة أخرى حول بيئة اختفت منها، مع الأخذ بعين الاعتبار تأثير النشاط البشري. يتفق العلماء على أن أعداد الطرائد متوسطة الحجم ترتفع بشكل ملحوظ بحال اختفاء إحدى المفترسات العمادية من بيئتها، وأن هذا التزايد يسبب آثارًا سلبية متتالية على تلك المنطقة وموائلها الطبيعية، إلا أن بعض الدراسات الميدانية أظهرت بأن هذا الأمر مؤقت، حيث أن هذه الزيادة سيتبعها تراجع حاد بسبب عدم قدرة البيئة المحلية على تأمين القوت لجميع هذه العواشب، وبالتالي فإن عددًا من الباحثين يستبعد فكرة المفترس العمادي ويقول بأنها غير صحيحة تمامًا، فإن لم يتحكّم المفترس بأعداد الطرائد، فإن البيئة المحلية ستفعل.
تلعب اليغاور دورًا في التأثير على الجمهرة المحلية للضواري الأخرى التي تشاطرها المسكن، ومن أبرز هذه الضواري: أسد الجبال أو الكوجر، وهو ثاني أكبر السنوريات في الأمريكيتين، ويتشاطر واليغور جزءًا كبيرًا من ذات الموطن. قام العلماء عبر السنين بدراسة علاقة اليغاور بأسود الجبال، وتبيّن أنه في المناطق حيث يتشارك النوعان الموئل، فإن تلك الجمهرة من أسود الجبال تكون أفرادها عادةً أصغر حجمًا من أفراد جمهرات أخرى لا تعيش واليغاور، وإن الأخيرة تثأر بالطرائد الأكبر حجمًا لنفسها، فيما تقتات أسود الجبال على الطرائد الأصغر حجمًا، مما يعيق نموها إلى أحجام ضخمة. غير أن أن هذا الأمر قد يصب في مصلحة أسود الجبال، فقدرتها على البقاء عن طريق الاقتيات على طرائد صغيرة الحجم، يعطيها فرصة أكبر للاستمرار في الموائل المستغلة أو المتضررة جرّاء النشاط البشري.

## الحفاظ على النوع

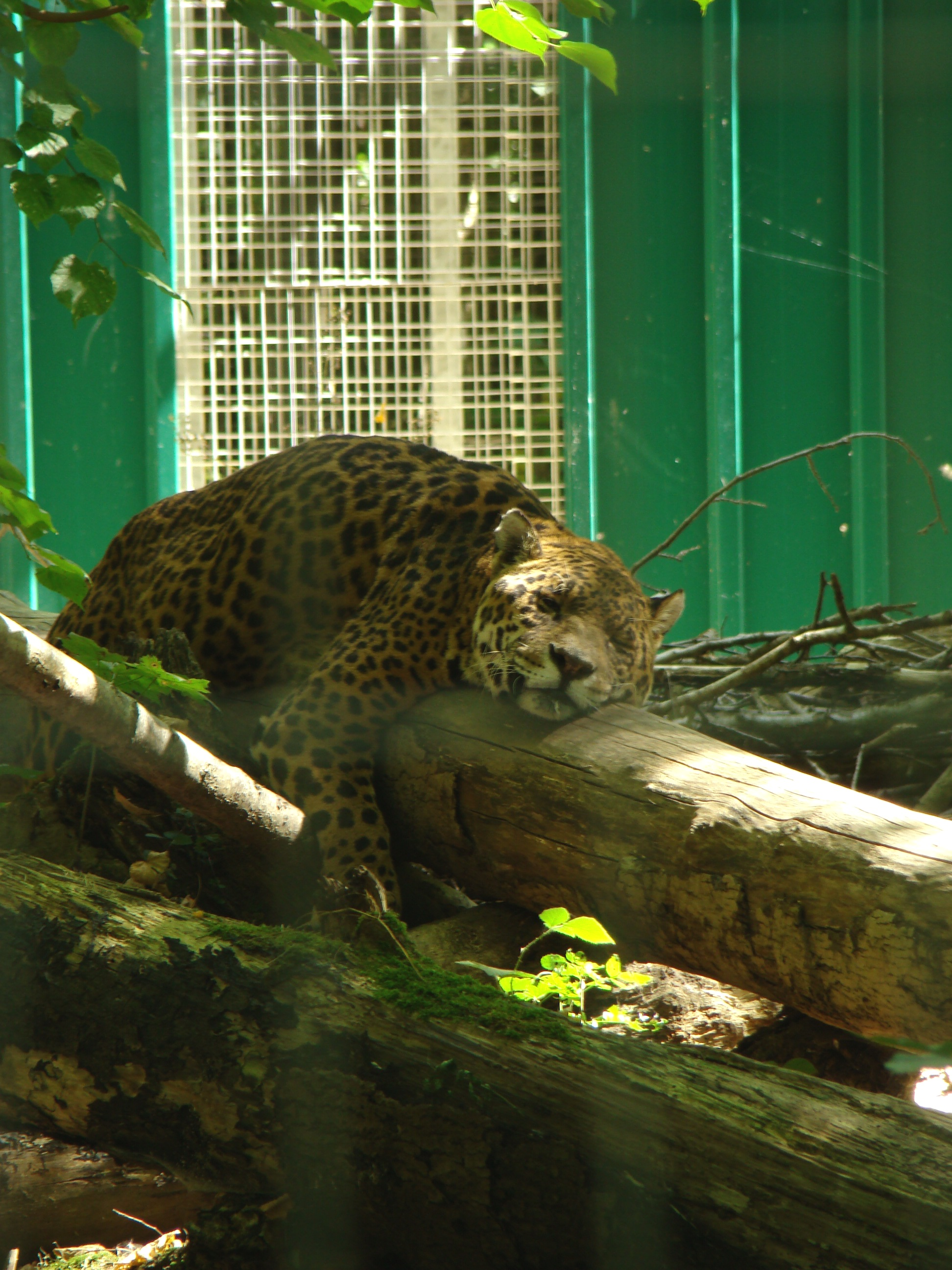
يغور في إحدى حدائق الحيوان.

يُصنّف الاتحاد العالمي للحفاظ على الطبيعة اليغور على أنه قريب من خطر الانقراض، أي يُحتمل أن يغدو مهددًا في المستقبل القريب، ويرجع ذلك بشكل أساسي إلى فقدانه لأجزاء كبيرة من موطنه، وبشكل خاص الجزء الشمالي منه حيث تمت إبادته بلا هوادة عبر السنين، وتجزئة الأقسام الباقية. شهد عقد الستينيات من القرن العشرين تراجعًا حادًا في أعداد اليغاور بسبب تجارة الفراء، حيث كانت البرازيل وحدها تصدر 15,000 جلد سنويًا؛ ولم يوضع حد لهذا الأمر حتى سنة 1973 عندما حظرت اتفاقية حظر الإتجار بالأنواع المهددة (CITES) بيع وشراء جلود الكثير من السنوريات المهددة، فتراجعت التجارة بفراء اليغاور تراجعًا كبيرًا. أظهرت بعض الأبحاث التي جرت تحت رعاية جمعية الحفاظ على الحياة البرية، أن اليغور فقد 37% من موطنه التاريخي، وإن وضع هذه الحيوانات في حوالي 18% من موطنها الحالي لا يزال غير معلومًا، لكن بالمقابل تبيّن أن احتماليّة بقاء اليغاور لفترة طويلة الأمد في حوالي 70% من موطنها الحالي، وبشكل خاص في حوض نهر الأمازون وسهل التشاكو المجاور، مرتفعة للغاية.
يُعتبر التحطيب وإزالة الغابات من أبرز المخاطر التي تهدد بقاء اليغور، حيث أن هذا من شأنه أن يؤدي لهجرة الطرائد أو نفوقها، مما يدفع اليغاور للبحث عن مصدر غذاء آخر، وفي هذه الحالة المواشي المستأنسة، مما يضعها في نزاع مباشر مع الإنسان، الذي لا يتوانى عن قتلها بهذه الحالة. أضف إلى ذلك، تواجه اليغاور خطرًا مستمرًا من القنص اللاشرعي والأعاصير في القسم الشمالي من موطنها. لوحظ بأن اليغاور التي اعتادت افتراس الماشية، أخذت تقتل أعدادًا متزايدة منها مع مرور الوقت عوض فريستها الطبيعية، ويقول البعض أن أعداد اليغاور يُحتمل أن تكون قد ازدادت خلال فترة الاستيطان الأوروبي لأمريكا الجنوبية، على الرغم من أن أقسامًا كبيرة من الغابات تمت إزالتها آنذاك، وذلك بسبب تحوّل الماشية المستأنسة المستقدمة حديثًا إلى جزء مهم من حمية هذه اللواحم. يقوم البعض من أصحاب المزارع بتوظيف صيادين مختصين عملهم الأول والأخير هو إرداء أي يغور حالما يرونه بالقرب من مرعى البقر.

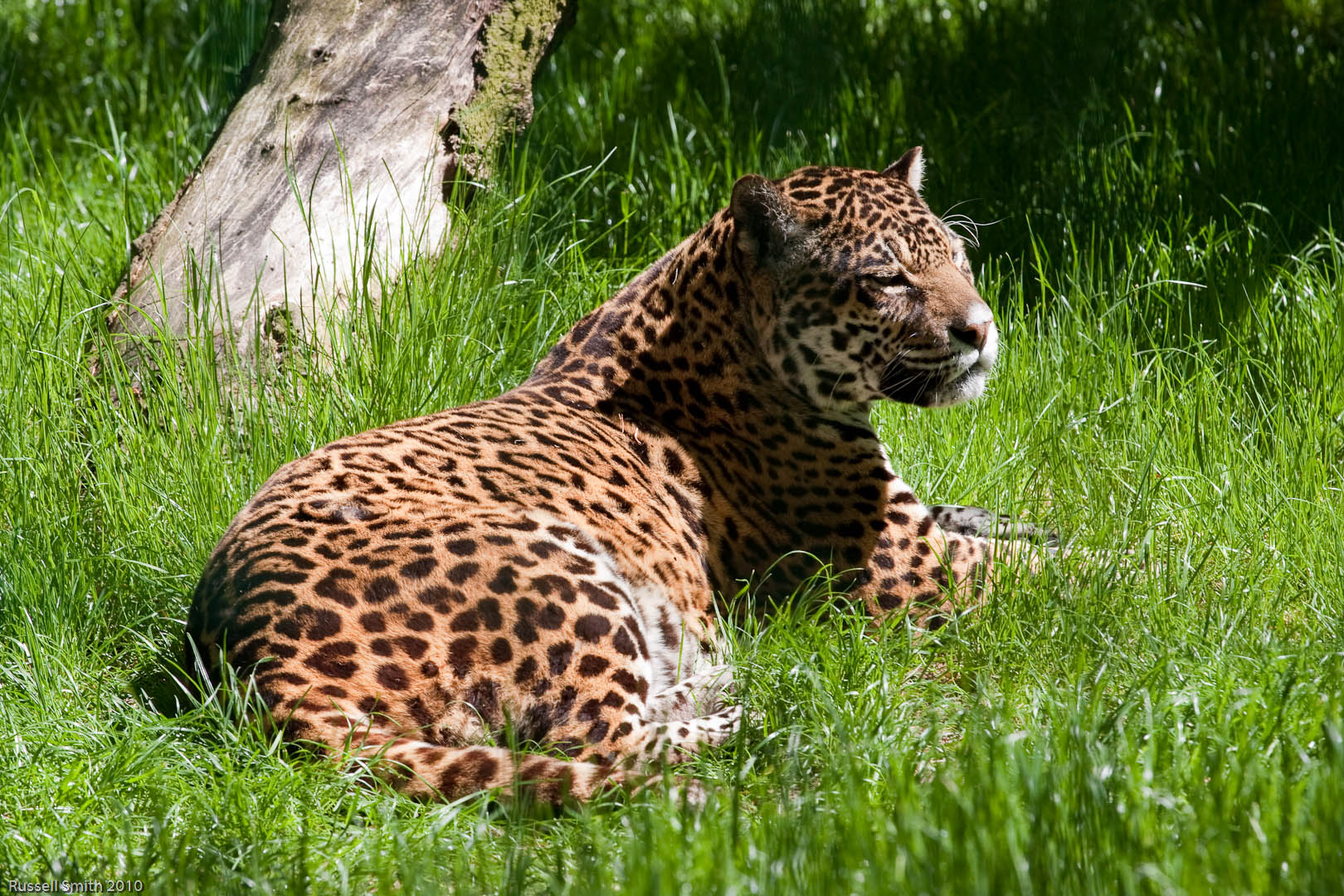
يغور في حديقة حيوانات نورفولك بإنگلترا.

تُصنف اليغاور من ضمن الحيوانات المذكورة في الملحق الأول من اتفاقية حظر الإتجار بالأنواع المهددة، وهذه تضم الحيوانات المهددة المتأثرة، أو التي من شأنها أن تتأثر بالتجارة بها أو بأعضائها، لذا فإن أي إتجار بها أو بأعضائها محظور حظرًا تامًا. يحظى اليغور بحماية كليّة ويُمنع صيده منعًا مطلقًا في كل من: الأرجنتين، بيليز، كولومبيا، غويانا الفرنسية، الهندوراس، نيكاراغوا، بنما، الپاراغواي، سورينام، الولايات المتحدة، الأوروغواي، وڤنزويلا. يُسمح بصيد اليغاور «الطفيليّة»، أو المتسببة بمشاكل فقط، في البرازيل وكوستاريكا وگواتيمالا والمكسيك والبيرو، وفي بوليڤيا لا يزال يُسمح بصيد اليغور بهدف الترفيه، أما في الإكوادور وغيانا فلا تحظى هذه الحيوانات بأي حماية قانونية على الإطلاق.

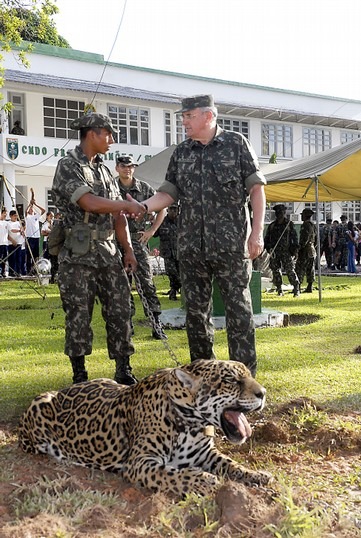
وزير الدفاع البرازيلي، نيلسون خوبيم، بالقرب من اليغور المستأنس الخاص بكتيبة المشاة في بلديّة "تباتينگا" على حدود البيرو، إحدى الكتائب العسكرية المختصة بحماية الحياة البرية وموائلها.

تشمل جهود الحفاظ على اليغور حاليًا توعية أصحاب المزارع وتلقينهم أساليب جديدة للحفاظ على مواشيهم دون أن يضطروا للجوء إلى قتل اليغاور، بالإضافة إلى تشجيع السياحة البيئية. يُعتبر اليغور عادةً أنه نوع «شامل» أو مظليّ، أي أنه نوع يتطلب توافر خصائص وصفات معينة في موطنه وموئله حتى يستطيع البقاء، بحيث لو تمّت حماية هذا الموطن والمسكن بخصائصه، فهذا من شأنه أن يحمي أنواعًا أخرى وموائلها الأقل مساحةً، وبناءً على هذا، فإن منظمات الحفاظ على الحياة البرية دائمًا ما تجهد في سبيل حماية موائل اليغاور وإيجاد سبل لربطها ببعضها البعض، بما أن ذلك سيفيد أنواع مختلفة عديدة أيضًا.
يُعتبر تقدير أعداد اليغاور البرية أمرٌ في غاية الصعوبة والتعقيد، ذلك لأن معظم أنحاء موطن اليغور، وبشكل خاص أواسط الأمازون، مناطق عصيّة على الإنسان، لذا فإن الباحثين غالبًا ما قاموا بإحصاء يغاور بعض المناطق الحيوية فقط دون غيرها. تبيّن في إحصائية جرت في سنة 1991 أن عدد اليغاور في بيليز يتراوح بين 600 و 1,000 يغور، وكانت إحصائية أخرى تمّت قبل سنة قد أظهرت أن هناك ما بين 125 و 180 يغورًا مقيمًا في محمية كالاكمول الحيوية بولاية كامپيتشي المكسيكية، إضافةً إلى 350 فردًا آخر في ولاية تشياپاس، كذلك يُعتقد أن محمية المايا الحيوية في گواتيمالا تأوي بين 465 و 550 يغورًا. أظهرت إحدى الدراسات في عاميّ 2003 و2004 باستخدام نظاميّ التموضع العالمي والقياس عن بعد، أن كثافة اليغاور في كل 100 كيلومتر مربع من مستنقعات الپانتانال تصل إلى 6 أو 7 أفراد فقط، بينما تبيّن أن هذه الكثافة تصل إلى 10 أو 11 حيوانًا باستخدام أساليب التقفي التقليدية؛ مما يعني أن الوسائل الأخيرة التي لا تزال شائعة الاستخدام قد تزيد من أعداد الحيوانات بشكل لا واقعي.
أصدرت إدارة الرئيس الأمريكي السابق، جورج بوش الابن، قرارًا بالتخلي عن مسألة إعادة توطين اليغاور في جنوب غرب الولايات المتحدة وإلغاء الدعم الحكومي لجهود إعادة الإكثار، وأصدرت مذكرة بذلك إلى رئيس مصلحة الأسماك والحياة البرية الأمريكية، الذي وافق على هذه الخطوة بتاريخ 7 يناير سنة 2008. قال معأرضي هذا الإجراء أن اليغور تمت التضحية به في سبيل إنشاء السياج الحدودي الفاصل، المخطط قيامه على عدد من نقاط العبور التي تستخدمها هذه الحيوانات للتنقل من وإلى الولايات المتحدة.
كانت حماية اليغور سابقًا تتم عن طريق حماية ما يُعرف بمناطق التجمهرات، التي كانت تُسمى بوحدات حماية اليغاور، وهي تلك المناطق التي تضم حوالي 50 يغورًا. لكن الباحثين اعترفوا في وقت لاحق بخطأ هذا الأسلوب، حيث أنه ينبغي السماح لأي جمهرة من الحيوانات أن تتصل بغيرها من الجمهرات وتختلط معها للحفاظ على التنوع الوراثي لهذا النوع وإبقائه غنيًا، لذا كان من الضروري هجر هذا الأسلوب واعتماد غيره، فكان أن نشأ مشروع «درب اليغور» (بالإسبانية: Paseo del Jaguar) الهادف إلى وصل مناطق التجمهرات ببعضها البعض.

## تمثيل اليغور في الثقافة الإنسانية

### قبل الاستيطان الأوروبي

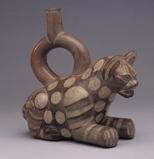
منحوتة ليغور من حضارة "الموخشيه" تعود لسنة 300م، في متحف لاركو، ليما، البيرو.

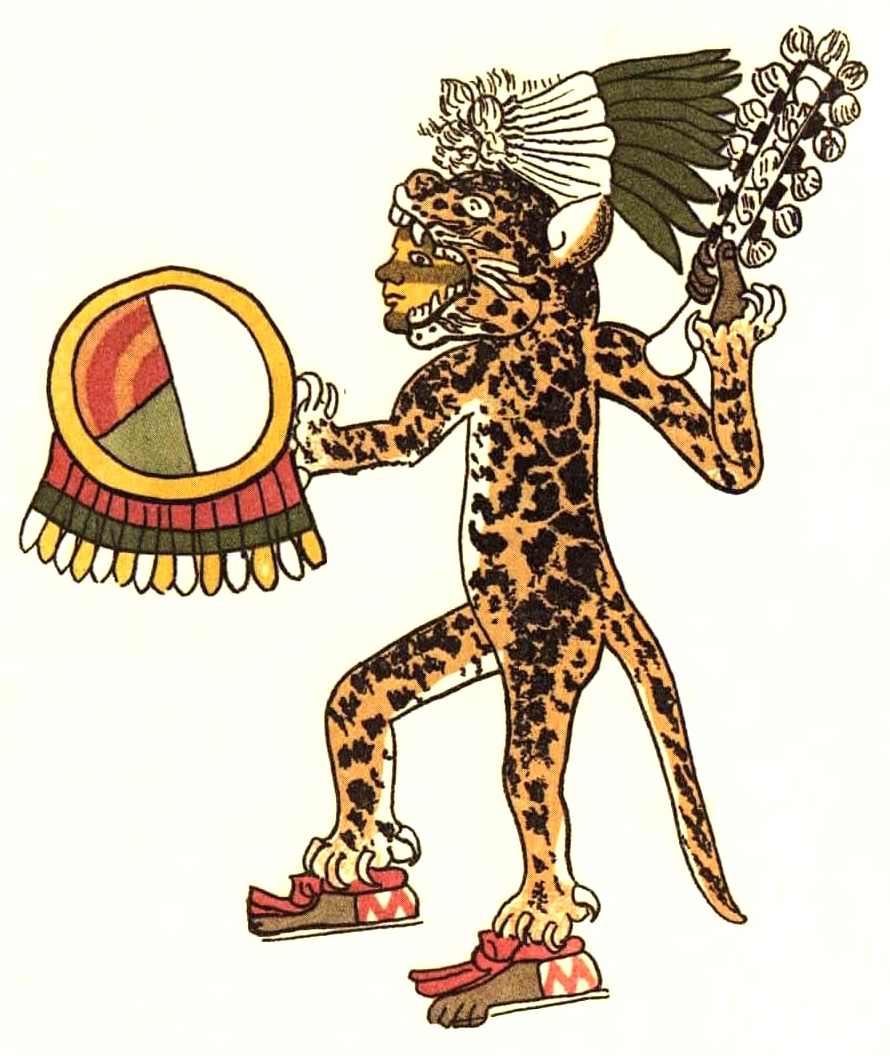
المحارب اليغوري، من حضارة الأزتيك.

كان الأمريكيون الأصليون ينظرون إلى اليغور على أنه رمز للقوة والجبروت، وقد بالغت بعض الحضارات في تعظيم هذه الحيوانات حتى وصل بعضها، كحضارة «الشاڤيين» الپيروڤيّة التي قامت في الأنديز سنة 900 ق.م، إلى حد عبادتها وتأليهها. وبعد أفول نجم الحضارة سالفة الذكر قامت مكانها حضارة أخرى هي حضارة «الموخشيه»، التي كانت تصوّر اليغور رمزًا للقوة على الكثير من أوانيها الخزفية.
كانت حضارة الأولمك في أمريكا الوسطى تعتقد بوجود كائنات يغوريّة بشرية الشكل، ويبرز هذا الأمر بشكل واضح في أعمالهم الفنية، حيث يظهر أناس ذوو أشكال وخصائص مماثلة لتلك الخاصة باليغور، ويقول بعض الخبراء أن هذه الكائنات لعلها كانت مؤلهة. اعتقد شعب المايا أن اليغور يمثل صلة الوصل بين عالم الأحياء وعالم الأموات، وأنه يُسهّل التواصل بينهما، وأنه حامي الأسرة المالكة؛ كذلك آمن هؤلاء أن اليغاور تصاحبهم في عالم الأرواح، واتخذ عدد من ملوك المايا اسم اليغور لقبًا لهم كدليل على عظمتهم. شاركت حضارة الأزتيك المايا في الاعتقاد بتمثيل اليغور للملك، وأضافوا إليها تمثيله لصورة المحارب، حيث أسسوا طائفة من نخبة محاربيهم عُرفت باسم «فرسان اليغور». اعتبر اليغور في الميثولوجيا الأزتكيّة أنه الحيوان الطوطمي الخاص بالإله الجبار «تيزكاتليپوكا».

### ما بعد الاستيطان الأوروبي
يُستخدم اليغور واسمه وفقًا للفظ الجرماني «جغور، جگور، جاگوار»، كرمز بشكل واسع في العصر الحالي، فهو الحيوان الوطني لغيانا ويظهر على شعارها، وعلى علم مقاطعة الأمازوناس، والأخيرة مقاطعة كولومبية تقع في جنوب البلاد، ويبرز على علمها رسم خيالي ليغور أسود يقفز نحو صياد. كذلك يظهر اليغور على العملة الورقية البرازيلية من فئة 50 ريال.
يُستخدم اسم اليغور بشكل واسع كعلامة تجارية لعدد من المنتجات، لعل أبرزها هو السيارات الفاخرة البريطانية. تشتق عدّة فرق رياضية اسمها من اليغور، كما في حالة فريق «يغاور جاكسنوڤيل» (بالإنگليزية: Jacksonville Jaguars) من دوري كرة القدم الأمريكية، ونادي كرة القدم المكسيكي المُسمى «يغاور تشياپاس» (بالإسبانية: Jaguares de Chiapas)، ومنتخب الأرجنتين الوطني للرگبي. اتخذت دورة الألعاب الأولمبية التي جرت في مدينة المكسيك سنة 1968 يغورًا أحمرًا كجالب الحظ الرسمي، وذلك كإحدى أساليب إحياء التراث المايي للبلاد. ومن تمثيلات اليغور المعاصرة الأخرى، فرقة الروك المكسيكية التي تطلق على نفسها تسمية «اليغاور»، واليغور الذي ظهر في رواية «الحجة السوداء» من سنة 1942 للكاتب الأمريكي «كورنيل وولريتش»، التي يتحدث فيها عن يغور أسود طليق في إحدى مدن أمريكا الجنوبية.

## وصلات خارجية
- صور ومعلومات عن اليغور من موقع آركيڤ.
- أفلام وثائقية عن اليغور من إنتاج شركة BBC.
- معلومات وصور عن اليغور من موقع جمعية ناشونال جيوغرافيك.
- معلومات عن اليغور من شبكة تنوع الحيوانات.
- الحفاظ على يغاور أريزونا من الموقع الرسمي لمصلحة الأسماك والطرائد الأريزونيّة.
- مقال حول احتمال عودة اليغور لاستيطان الولايات المتحدة.